# Liste von Gartenbahnanlagen
Die Liste von Gartenbahnanlagen bietet einen Überblick über existierende und ehemalige zur Personenbeförderung geeignete Gartenbahnen.
- Parkeisenbahnen finden sich unter Liste von Parkeisenbahnen,
- ehemalige Industrie-/Feldbahnen mit Museumsbetrieb unter Liste von Feldbahnmuseen und Feldbahnen mit Fahrbetrieb.
- Wegebahnen, d. h. Straßenzüge in eisenbahnähnlichem Aussehen siehe dort.
- Für eisenbahnähnliche Fahrgeschäfte siehe Kindereisenbahn

## Spaltenerklärung
Ort/OrtsteilOrt
LageAdresse und/oder Institut/Betrieb
SpurweiteSpurweite in mm (Umrechnung Zoll in mm: 3,5 Zoll=89 mm; 5 Zoll;=127 mm; 7,25 Zoll=184 mm; 7,5 Zoll=190 mm; 10,25 Zoll=260 mm)
LängeLänge in km (ca.) – Gesamtlänge aller Gleise, ansonsten Streckenlänge. Ein angehängtes (A) kennzeichnet eine aufgeständerte Strecke
Min. RadiusMinimaler Radius in Metern
Max. SteigungMaximale Steigung in Prozent
Gleisbild
Strecke: Verbindung zwischen 2 Punkten, ggf. mit Stichstrecken
Oval/Kreis: Geschlossener Rundkurs
Ballon: Rundkurs mit Stichstrecke
Knochen: Zweigleisige Strecke mit Wendeschleifen
Acht: Strecke mit Kreuzung
Antrieb
Akku: Elektrisch, meist Akkumulatoren
Benzin: Benzinmotor, meist mechanisch
Dampf: Dampfkraft
Diesel: Dieselantrieb, meist hydraulisch
vonIn Betrieb seit (Jahr)
bisBetrieb eingestellt (Jahr)
Betrieb durchBetreiber (Verein/Firma/Person)
BemerkungenSonstiges

## Europa

### Deutschland
| Ort (Ortsteil)                             | Lage                                                                                 | Spurweite [mm]    | Länge [km]        | Min. Radius [m]   | Max. Steigung     | Gleis- bild                                   | Antrieb                     | von               | bis               | Betrieb durch                                                        | Bemerkungen |
| Baden-Württemberg                          | Baden-Württemberg                                                                    | Baden-Württemberg | Baden-Württemberg | Baden-Württemberg | Baden-Württemberg | Baden-Württemberg                             | Baden-Württemberg           | Baden-Württemberg | Baden-Württemberg | Baden-Württemberg                                                    | Baden-Württemberg                                                                                                  |
| ------------------------------------------ | ------------------------------------------------------------------------------------ | ----------------- | ----------------- | ----------------- | ----------------- | --------------------------------------------- | --------------------------- | ----------------- | ----------------- | -------------------------------------------------------------------- | --- |
| Aalen-Ebnat                                | Höhenberger Weg                                                                      | 127               | 0,6               |                   |                   | Kreis                                         | Akku, Dampf                 | 1980              |                   | Ebnater Schättere Club                                               | |
| Bad Schönborn-Mingolsheim                  | Prof.-Kurt-Sauer-Str.                                                                | 127, 184          | 1,2               | 12                |                   | Oval 2-gleisig mit Schlaufe                   | Dampf, Akku, Benzin         | 2006              |                   | Eisenbahnfreunde Bad Schönborn                                       | |
| Bad Schussenried-Kürnbach                  | Oberschwäbisches Museumsdorf Kürnbach, Griesweg 30                                   | 127, 184, 260     | 1,3               | 10                |                   | Oval                                          | Akku, Dampf                 | 2001              |                   | Schwäbischer Eisenbahnverein                                         | |
| Bisingen                                   | Bahnhofstraße 27                                                                     | 127 184           | 0,45 0,25         |                   |                   | Kreis                                         |                             | 1993              |                   | Modelleisenbahnclub Balingen                                         | |
| Crailsheim                                 |                                                                                      | 127               | 0,2               | 7,5               |                   |                                               |                             | 1982              |                   | Minidampfbahn Hohenlohe                                              | Bewegliche Anlage; feste Anlage im Historisches Bw Crailsheim geplant                                              |
| Fellbach-Schmiden                          | Freizeitgelände Lehmgrube                                                            | 184               | 1                 |                   |                   |                                               | Dampf, Diesel               | 2010 (20. März)   |                   |                                                                      | Parkbahn Schmiden, nur Fahrzeuge mit Fahrgastinnenraum                                                             |
| Freiburg im Breisgau                       | Bahnbetriebswerk Basler Straße 103                                                   | 184               | 0,12              |                   |                   | Kreis                                         | Dampf                       | 1984              |                   | BSW Freizeitgruppe Freiburger-Minidampfbahn                          | |
| Gengenbach                                 | Freizeitanlage Otto-Ernst-Sutter-Weg                                                 | 127               | 0,13              |                   |                   |                                               | Akku                        | 2007              | 2019              | Freizeitanlage Gengenbach                                            | Die Gleisanlage wurde am 27. Juli 2020 abgebaut. Fuhrpark und Schienen wurden von einem Privatbesitzer übernommen. |
| Hasel                                      | Gegenüber der Erdmannshöhle                                                          | 200               | 0,25              |                   |                   | Knochen                                       | Diesel                      | 2012 (23. Juni)   | Mai 2020          | Liliput-Eisenbahn Hasel                                              | Feldbahn 1:3, Betrieb wurde im Mai 2020 eingestellt                                                                |
| Horb am Neckar                             | Gartenschau-Gelände (südliches Neckarufer)                                           | 184               | 0,6               |                   |                   | eingleisig mit Kehrschleifen                  | Diesel                      | 2011 (20. Mai)    | 2011 (18. Sep.)   | SVG                                                                  | ab 2012 stationär in der Eisenbahn-Erlebniswelt                                                                    |
| Horb am Neckar                             | ehemaliger Horber Güterbahnhof, Isenburger Str. 16/2                                 | 184               | 0,2               |                   |                   | Oval                                          | Diesel                      | 2012              | 2023              | SVG                                                                  | |
| Illingen                                   | Kleingartenanlage an den Klosterseen                                                 |                   |                   |                   |                   |                                               |                             | 2011 (2. Juni)    |                   | DBF Dampfbahnfreunde Illingen                                        | |
| Karlsruhe-Bulach                           | Petergraben 1                                                                        | 89 127            | 0,3 0,7           | 7,0               | 4%                |                                               | Akku, Dampf                 | 1996              |                   | Dampflokfreunde Karlsruhe                                            | |
| Kehl-Auenheim                              | Badstrasse, gegenüber Schwimmbad                                                     | 127, 184          | 1,0               |                   |                   |                                               |                             | 1977              |                   | Dampfbahn Auenheim                                                   | |
| Ludwigsburg-Märchengarten Blühendes Barock | Mömpelgardstraße 28                                                                  |                   |                   |                   |                   | Acht                                          | Dampf, Diesel               |                   |                   | Blühendes Barock                                                     | |
| Nagold                                     | Landesgartenschau 2012                                                               | 184               | 0,65              |                   |                   |                                               |                             | 2012              |                   | Infrastruktur: Schwarzwaldbahnverein Pfalzgrafenweiler, Betrieb: SVG | |
| Ötisheim                                   | Maulbronner Str. 79, Hinter der Erlentalhalle                                        | 127, 184          | 1,1               | 12                | 3%                | Oval                                          |                             | 1992              |                   | https://www.dampfbahnfreunde-oetisheim.de/                           | |
| Plochingen                                 | Landschaftspark Bruckenwasen                                                         | 127, 184          | 1,58              | 12                | 1,5               | komplex                                       | Dampf, Diesel               | 2000              |                   | Dampfbahner Plochingen                                               | Parkbahn in den Neckarauen                                                                                         |
| Sindelfingen                               | Sommerhofen-Park                                                                     | 89, 127, 144, 184 | 0,85              | 10                | 2%                | Oval                                          | Dampf, Akku                 | 1980              |                   | Dampfbahnfreunde Sindelfingen                                        | Kleinbahn Sommerhofen-Park                                                                                         |
| Zweiflingen-Friedrichsruhe                 | Forsthausweg                                                                         | 127, 184          | 1,2               | 10                | 3%                | Oval, 2-gleisig                               | Dampf                       | 1970              |                   | Dampfbahnfreunde Friedrichsruhe                                      | Dampfbahn Friedrichsruhe                                                                                           |
| Bayern                                     |                                                                                      |                   |                   |                   |                   |                                               |                             |                   |                   |                                                                      | |
| Aßling                                     | Mitterweg 27                                                                         | 89, 127, 144, 184 | 0,8               |                   |                   | komplex                                       | Akku, Dampf                 | 2010              |                   | Dampfbahnclub Assling                                                | |
| Augsburg                                   | im Augsburger Zoo, Brehmplatz 1                                                      | 184               |                   |                   |                   |                                               |                             | 1980              |                   |                                                                      | |
| Augsburg                                   | im Bahnpark Augsburg, Firnhaberstraße 22 c                                           | 127, 184          | 0,3               | 9,4               |                   | Ballon                                        | Akku, Dampf                 | 2011              |                   | Mini-Bahn Augsburg                                                   | |
| Baiernrain                                 | Am Sportplatz                                                                        | 89, 127, 144, 184 |                   |                   |                   |                                               | Dampf                       | 1976              |                   | Bayrischer Dampfbahn-Verein                                          | |
| Bayreuth-Fürsetz                           |                                                                                      | 184               |                   |                   |                   |                                               | Dampf                       | 1980              |                   | Bayreuther Gartenbahn GbR                                            | Bewegliche Anlage                                                                                                  |
| Blaichach-Bihlerdorf                       | Auf der Bende 8                                                                      | 127               | 0,24              |                   |                   |                                               |                             |                   |                   | Bendehof-Lokal-Bahn                                                  | |
| Burghausen                                 |                                                                                      | 184               | 0,18              |                   |                   | Oval                                          | Akku, Dampf                 | 2010              |                   | Park-Eisenbahn-Salzachtal E.V.                                       | Bewegliche Anlage                                                                                                  |
| Deggendorf-Scheuering                      |                                                                                      | 311               |                   |                   |                   |                                               |                             | 2001              |                   | MEV Deggendorf                                                       | |
| Kreiskleinbahn Kirchberg Schönheide        | in den Weinbergen, bei Volkach                                                       | 127               | 0,6               | 9,7               |                   | Knochen                                       | Akku, Dampf                 | 2011              |                   | Kreiskleinbahn Kirchberg                                             | |
| Etzelwang-Lehenhammer                      |                                                                                      | 127, 184          |                   |                   |                   |                                               | Akku, Dampf                 | 1974–1978         | 2001              | Verein Lehentalbahn & Gasthof-Pension Forellenhof                    | Betrieb seit 2001 infolge Konkurs des Forellenhofs eingestellt, verfallene Anlagenreste seit 2010 im Abbruch       |
| Fladungen                                  | Sennhütte                                                                            | 127, 184          | 0,37              |                   |                   | eingleisiger Knochen mit Rangiermöglichkeiten | Akku, Dampf                 |                   |                   | Georg Schanz und Sohn Hotel-Restaurant Sennhütte                     | [ 1 ] [ 2 ] |
| Freilassing                                | Westendstr. 5                                                                        | 89, 127, 144, 184 | 0,12              |                   |                   |                                               | Akku, Benzin, Dampf         | 2011              |                   |                                                                      | Lokwelt Freilassing                                                                                                |
| Haag an der Amper                          | Biergarten „Schlossallee Haag“, Freisinger Str. 1                                    | 127, 184          | 0,165             | 7                 |                   |                                               |                             | 1982              |                   |                                                                      | |
| Naila                                      | Stadtpark (Froschgrüner Park)                                                        | 89, 127           | 0,53              |                   |                   |                                               | Akku, Dampf                 | 1992 (3. Oktober) |                   | Modellbauverein Naila                                                | 89-mm-Spur unvollendet                                                                                             |
| Neuötting                                  | Landshuter Straße, Dultplatz                                                         | 184               | 0,5               |                   |                   | Kreis                                         | Akku, Dampf                 | 2006 (13. Mai)    |                   | Parkbahn-Neuötting e. V.                                             | |
| Peißenberg                                 | Bergbaumuseum                                                                        | 184               | 0,37              | 9,4               | 2,5%              | Oval                                          |                             | 2005              |                   | Die Bockerlbahner                                                    | |
| Rossbach                                   |                                                                                      | 184               | 0,09              |                   |                   |                                               | Akku, Dampf                 |                   |                   | Bayerwald Kleindampfbahn Rossbach                                    | Bewegliche Anlage                                                                                                  |
| Tittmoning                                 |                                                                                      | 127, 184          |                   |                   |                   |                                               |                             |                   |                   | Modelleisenbahnclub Salzachtal Tittmoning e. V.                      | |
| Waldkraiburg                               | Stadtpark (Karlsbader Straße)                                                        | 127, 184          | 0,5               | 9                 |                   | Knochen                                       | Akku, Dampf                 | 1986              |                   | Kleinbahnfreunde Waldkraiburg                                        | |
| Wasserburg (Bodensee)                      | Ladestraße                                                                           |                   |                   |                   |                   |                                               | Dampf                       | 2006              |                   | Ehrle & Rahn Gartenbahn GmbH                                         | |
| Berlin                                     |                                                                                      |                   |                   |                   |                   |                                               |                             |                   |                   |                                                                      | |
| Berlin                                     |                                                                                      | 127               |                   |                   |                   |                                               |                             |                   |                   | IG Dampfmodellbahn Berlin                                            | |
| Brandenburg                                |                                                                                      |                   |                   |                   |                   |                                               |                             |                   |                   |                                                                      | |
| Elsterwerda                                | Erlebnis- und Miniaturenpark Elsterwerda                                             | 184               | 0,63              | 10                | 2%                |                                               | Akku                        | 2007 (6. April)   |                   | Erlebnis- und Miniaturenpark Elsterwerda                             | hat auch Spur IIm (45 mm) Anlage                                                                                   |
| Wendisch Rietz                             | Am Bahnhof Wendisch Rietz, Beeskower Chaussee 7 d                                    | 127               | 0,6               |                   |                   |                                               | Akku, Benzin                | 2011              |                   | Eisenbahnpark Wendisch Rietz e. V.                                   | wird permanent erweitert                                                                                           |
| Schönwalde-Glien OT Wansdorf               | Wansdorfer Dorfstr. 24                                                               | 184               | 1,2               | 9                 | 2%                | komplex                                       | Akku                        | 2021              |                   | D. Claus                                                             | Anlage wird permanent erweitert, teilweise zweigleisig                                                             |
| Hessen                                     |                                                                                      |                   |                   |                   |                   |                                               |                             |                   |                   |                                                                      | |
| Bischofsheim                               | ESV Vereinsheim, Am Schindberg 23                                                    | 127               | 1,8               | 10                | 1,5%              | Knochen                                       | Dampf, Akku                 | 2010              |                   | Großbahnabteilung des Eisenbahner Sportvereins Bischofsheim e. V.    | Anlage im Bau |
| Ginsheim-Gustavsburg                       | Am Burgpark / Auf der Mainspitze 23                                                  | 127, 184          | 1,1               | 4,5 (8)           |                   |                                               |                             | 1985              |                   | DampfbahnClub Rhein-Main e. V.                                       | |
| Hering (Otzberg)                           | Parkplatz, Ortsmitte                                                                 | 127, 184          | 0,4               |                   |                   |                                               | Diesel                      | 2001              |                   | Interessengemeinschaft HKB                                           | 127-mm-Strecke in Revision                                                                                         |
| Kaufungen                                  | Steinertsee                                                                          | 127, 184          | 1,77              | 11                | 3%                | Knochen; Kreis                                | Akku, Dampf                 | 1978              |                   | Modell-Bahn-Club Kassel                                              | Steinertseebahn |
| Oberursel                                  | Mainstraße bei der Tennishalle                                                       | 127, 184          | 0,8               | 10                |                   | Kreis                                         | Akku, Dampf                 | 1979              |                   | Dampfbahnclub Taunus e. V.                                           | Tunnel |
| Roßdorf                                    | beim ehemaligen Bahnhof                                                              | 127               | 0,57              | 7                 |                   | Knochen                                       | Akku, Dampf                 | 1997              |                   | Roßdörfer Eisenbahnclub e. V.                                        | |
| Vellmar-Obervellmar                        | Ahnepark                                                                             | 127, 184          | 0,96              |                   |                   | Kreis                                         |                             | 1989 (28. Mai)    |                   | Dampfbahnclub Vellmar                                                | |
| Niedersachsen                              |                                                                                      |                   |                   |                   |                   |                                               |                             |                   |                   |                                                                      | |
| Algermissen, Lühnde                        | Schachtstraße                                                                        | 127               | in Bau            | 6                 |                   | komplex                                       |                             | 2022              |                   | Lühnder 5 Zoll Bahn                                                  | |
| Braunschweig                               | im Eisenbahnmuseum, Borsigstraße 2 a oder Hintereingang über die Schwartzkopffstraße | 127               | 0,5               | 9,5               |                   | Kreis                                         |                             |                   |                   | Braunschweiger Verkehrsfreunde                                       | |
| Bruchhausen-Vilsen                         | 100 m vom Kleinbahnmuseum                                                            | 127, 184          |                   |                   |                   | komplex                                       | Diesel und Dampf            |                   |                   | Interessengemeinschaft                                               | |
| Emden                                      | Am Bahnhof bei der Dampflok                                                          | 127, 184          | 0,7               | 12                |                   | Kreis                                         |                             | 1995              |                   | Emder Modelldampf-Freunde                                            | |
| Emden                                      | Ökowerk, Kaierweg 40 a                                                               | 127, 184          | 1,0               |                   |                   |                                               | Solarenergie                | 2003              |                   | Ökowerk Emden                                                        | |
| Hornburg                                   | Sozialstation, Bauernrosengarten                                                     | 184               |                   |                   |                   |                                               |                             | 2004              |                   | Hornburger Kleinbahn                                                 | |
| Lengede                                    | Vallstedter Weg am Seilbahnberg                                                      | 127, 184          | 1,6               |                   |                   |                                               | Akku, Dampf                 | 1991              |                   | Kleinbahnverein Lengede e.V.                                         | |
| Ribbesbüttel                               | Klein Vollbüttel, Klein Vollbütteler Weg 16                                          | 127               | 0,16              |                   |                   | Kreis                                         | Akku, Dampf                 | 1993              |                   | DampfModellTreff Klein Vollbüttel                                    | |
| Sehnde-Wehmingen                           | Hohenfelser Straße 16                                                                | 127               | 0,1               |                   |                   | Kreis                                         | Akku                        | 2017 (10. Sep.)   |                   | Hannoversches Straßenbahn-Museum                                     | |
| Nordrhein-Westfalen                        |                                                                                      |                   |                   |                   |                   |                                               |                             |                   |                   |                                                                      | |
| Brühl                                      | Bonnstraße, nähe Karl-Schiller-Berufsschule                                          | 127, 184          | 0,30              |                   |                   | Kreis                                         |                             | 1996              |                   | Eisenbahn und Modellbahn Freunde Brühl                               | |
| Düsseldorf-Eller                           | Am Kleinforst 277, Südstrand, Unterbacher See                                        | 127, 184          | 1,1               | 11                | 2%                | komplex                                       | Akku, Benzin, Dampf         | 2008              |                   | Modell Bahn Club Düsseldorf                                          | 1100 m Gleise, 2 Bahnhöfe, 25 m Tunnel, Bergstrecke mit 5 Brücken                                                  |
| Freudenberg                                | im Technikmuseum Freudenberg, Olper Str. 5                                           | 127, 184          | 0,2               | 6                 |                   | Kreis                                         | Akku, Dampf, Benzin, Diesel | 2010              |                   | Freunde Historischer Technik Freudenberg e. V.                       | |
| Hamm-Osten                                 | Lange Reihe, Maximilianpark                                                          | 127, 184          | 0,6               | 9,3               | 3%                |                                               |                             |                   |                   | Hammer Modell- und Gartenbahn-Freunde                                | |
| Leverkusen-Wiesdorf                        | Stadtpark                                                                            | 127, 184          | 0,35              | 11,5              |                   | Oval                                          |                             | 2004              |                   | Dampfbahn Leverkusen                                                 | |
| Radevormwald-Kottmannshausen               | Kottmannshausen 1                                                                    | 127               | 1,3               | 11,5              | 2%                | Knochen, komplex                              |                             | 1997              |                   | Privat                                                               | Eisenbahn „Huserland“                                                                                              |
| Rommerskirchen-Oekoven                     | Zur Werksbahn 1 Feldbahnmuseum Oekoven                                               | 127, 184          | 0,1               | 4                 |                   |                                               |                             |                   |                   | Feldbahnmuseum Oekoven                                               | auch 600-mm-Feldbahn                                                                                               |
| Sprockhövel-Haßlinghausen                  | Am Beermannshaus 16                                                                  | 127, 184          |                   | 14                |                   | Kreise, komplex                               | Akku, Dampf                 | 2006              |                   | Dampf-Bahn-Club Sprockhövel                                          | permanenter Ausbau                                                                                                 |
| Stadtlohn                                  | Losbergpark                                                                          | 312               | 0,4               |                   |                   | Oval                                          | Akku, Diesel                |                   |                   | Eisenbahnclub Stadtlohn                                              | |
| Rheinland-Pfalz                            |                                                                                      |                   |                   |                   |                   |                                               |                             |                   |                   |                                                                      | |
| Asbach (Westerwald)                        | Bahnhofstraße 23 RSE-Museum                                                          | 127               | 0,12              |                   |                   | Kreis                                         | Akku, Dampf, Diesel         | 2003              |                   | Museum der Rhein-Sieg Eisenbahn Asbach e.V.                          | |
| Koblenz-Lützel                             | DB-Museum, Schönbornsluster Str. 14                                                  | 127, 184          | 0,3               | 7                 |                   | Knochen                                       |                             | 2009              |                   | Mitfahreisenbahn-Koblenz                                             | 5- und 7,25-Zoll-Bahn am DB-Museum Koblenz                                                                         |
| Lahnstein                                  | Sportplatz Viktoriabrunnen, Max-Schwarz-Straße 3, 56112 Oberlahnstein                | 127               | 1,25              | 8,5               |                   | Oval                                          |                             | 2011              |                   | Modeleisenbahnclub Rhein-Lahn e. V.                                  | Zweigleisiger Ausbau geplant                                                                                       |
| Westerburg                                 | Bahnhofstraße 46 c                                                                   | 184               | 0,1               |                   |                   | Kreis                                         | Akku                        | 2009              |                   | Westerwälder Eisenbahnfreunde WEF 44 508 e. V.                       | |
| Börrstadt                                  | Am Sportplatz 11, 67725 Börrstadt (Pfalz)                                            |                   |                   |                   |                   |                                               | Akku                        |                   |                   | Boerrstadter Gartenbahn e. V.                                        | |
| Saarland                                   |                                                                                      |                   |                   |                   |                   |                                               |                             |                   |                   |                                                                      | |
| Namborn                                    | Goethestraße, gegenüber Sportplatz                                                   | 127               | 0,6               |                   |                   | Kreis                                         | Akku                        | 1998              |                   | Dampfbahnclub Namborn                                                | |
| Saarbrücken                                | Deutsch-Französischer Garten, Gulliverwelt                                           | 127               | 0,13              |                   |                   |                                               |                             | 1969              | 2013              | Gulliverwelt                                                         | |
| Sachsen                                    |                                                                                      |                   |                   |                   |                   |                                               |                             |                   |                   |                                                                      | |
| Brand-Erbisdorf                            | Am Bahnhof 4                                                                         | 127, 184          | 0,22              |                   |                   |                                               | Akku, Dampf                 | 2017              |                   | Eisenbahnverein Langenau e.V.                                        | Brücke, mehrere Bahnhofsgleise                                                                                     |
| Dorf Wehlen                                | Schustergasse 8                                                                      | 184               | 0,5               |                   |                   |                                               | Benzin                      | 2008              |                   | Miniaturpark Kleine Sächsische Schweiz                               | Tunnel und Höhenunterschied von zirka 6 Metern                                                                     |
| Löbau                                      | Lauchauer Weg 1                                                                      | 600               | 0,2               |                   |                   |                                               | Oval                        | 1976              |                   | Werners Gartenbahn                                                   | |
| Markkleeberg-Auenhain                      | Markkleeberger See                                                                   | 127, 184          | 0,7               |                   |                   |                                               | Dampf                       | 2003              |                   | Modellbauverein Markkleeberg                                         | |
| Moritzburg                                 | Volkersdorfer Str. 23                                                                |                   | 0,7               |                   |                   |                                               |                             | 2005              | 2007              |                                                                      | musste wegen Beschwerden eines Anwohners schließen                                                                 |
| Radebeul                                   | An der Jägermühle 3                                                                  | 127 144           | 0,45 0,075        | 10                |                   | 3 Kreise                                      |                             | 1988              |                   | Minibahnclub Dresden                                                 | |
| Sachsen-Anhalt                             |                                                                                      |                   |                   |                   |                   |                                               |                             |                   |                   |                                                                      | |
| Droyßig                                    | Schlossstraße 6, Villa Hierschel                                                     | 260               | 0,40              |                   |                   | Feldbahn                                      |                             | 2016              |                   | Natur- und Familienpark Droyßig GmbH                                 | |
| Schleswig-Holstein                         |                                                                                      |                   |                   |                   |                   |                                               |                             |                   |                   |                                                                      | |
| Schackendorf                               | Hamdorfer Weg                                                                        | 127, 184          | 1,3               | 12                | 2%                |                                               |                             | 1981              |                   | Dampfbahn-Club-Holstein                                              | |
| Neumünster                                 | Max-Eyth-Str.                                                                        | 127, 184          | 0,6               | 12                |                   |                                               |                             | 2009              |                   | Dampfbahnfreunde-Neumünster                                          | |
| Thüringen                                  |                                                                                      |                   |                   |                   |                   |                                               |                             |                   |                   |                                                                      | |
| Orlamünde                                  | Rudolstädter Str. 66                                                                 | 184               |                   |                   |                   |                                               |                             | 2010              |                   |                                                                      | im Aufbau |
| Weimar                                     | Anlage im ehemaligen BW-Gelände                                                      | 184               | 0,3               |                   |                   |                                               |                             | 2010              |                   | Thüringer Eisenbahnverein                                            | im Aufbau |
| Wiehe                                      | Am Anger 19 (Modellbahn Wiehe)                                                       | 184               | 0,9               |                   |                   |                                               | Diesel                      | 1997              |                   |                                                                      | |

### Österreich
| Ort (Ortsteil)                       | Lage                                              | Spurweite [mm] | Länge [km] | Min. Radius [m] | Max. Steigung | Gleis- bild      | Antrieb                           | von        | bis        | Betrieb durch                                | Bemerkungen                                |
| Burgenland                           | Burgenland                                        | Burgenland     | Burgenland | Burgenland      | Burgenland    | Burgenland       | Burgenland                        | Burgenland | Burgenland | Burgenland                                   | Burgenland                                 |
| ------------------------------------ | ------------------------------------------------- | -------------- | ---------- | --------------- | ------------- | ---------------- | --------------------------------- | ---------- | ---------- | -------------------------------------------- | ------------------------------------------ |
| Mörbisch am See                      |                                                   | 127            | 0,125      | 2,5             | 14%           | komplex          | Akku                              | 2012       |            | Privat                                       |                                            |
| Niederösterreich                     |                                                   |                |            |                 |               |                  |                                   |            |            |                                              |                                            |
| Baden bei Wien                       |                                                   |                |            |                 |               |                  |                                   |            |            |                                              |                                            |
| Bad Vöslau                           |                                                   | 127            |            |                 |               |                  |                                   |            |            |                                              |                                            |
| Klosterneuburg                       | Aupark                                            | 127            | 1,0        |                 |               | Knochen          |                                   | 2006       | 2022       | Auparkbahn Klosterneuburg                    |                                            |
| Schönkirchen-Reyersdorf (Silberwald) |                                                   | 127            | 0,636      |                 |               | komplex          |                                   | 2018       |            | Privat                                       |                                            |
| Strasshof                            | Eisenbahnmuseum Strasshof                         | 127, 184       | 2,0        |                 |               | Knochen, komplex |                                   | 1986       |            | Eisenbahnmuseum Strasshof                    | zusätzlich 150m transportable Anlage       |
| Strasshof                            | Strasshof, Parkstraße 29–33                       | 127, 184       | 0,4        |                 |               | Knochen          |                                   | 2008       | 2014       | IG-GmP                                       | abgebaut, da Grundstück verkauft wurde     |
| Teichhäuser                          | Teichhäuser 47, 3910                              |                | 0,7        |                 |               |                  | Dampf, Diesel                     |            |            | Wirtshaus zur Minidampfbahn                  |                                            |
| Oberösterreich                       |                                                   |                |            |                 |               |                  |                                   |            |            |                                              |                                            |
| Goldwörth-Hagenau                    | Bei Linz                                          | 127, 184       | 0,45       | 9,5             |               |                  |                                   | 1988       |            | Dampfbahnerclub Linz                         |                                            |
| Neukirchen an der Vöckla             | Obra-Kinderland                                   | 184            | 0,6        | 12              | 2%            |                  |                                   | 2013       |            | Obralino Parkeisenbahn                       |                                            |
| Steyregg                             | Freizeitzentrum Steyregg                          | 127            | 0,35       | 9,5             |               | Oval + Acht      | Akku, Benzin (hydraulisch), Dampf |            |            | Technischer Modellbau- und Gartenbahn-Verein | ehemalige Gartenbahn Pulgarn; 2021 verlegt |
| Steiermark                           |                                                   |                |            |                 |               |                  |                                   |            |            |                                              |                                            |
| Graz                                 | Park der Landesnervenklinik, Wagner-Jauregg-Platz | 127, 184       | 1,53       | 12              |               |                  | Dampf, Akku, Benzin               | 2004       |            | Dampfbahnclub Graz                           | Gartenbahn des Dampfbahnclubs Graz         |
| Knittelfeld                          | Eisenbahnmuseum                                   | 127            | 0,6        |                 |               |                  | Akku, Dampf                       | 2002       | 2017       | Eisenbahnmuseum Knittelfeld                  | Abgebaut                                   |
| Tirol                                |                                                   |                |            |                 |               |                  |                                   |            |            |                                              |                                            |
| Barwies                              | Rollerweg                                         | 127, 184       | 0,35       |                 |               | Kreis            | Akku, Dampf                       | 2002       |            | Mini Dampf Tirol                             |                                            |
| Ebbs                                 | Blumenwelt Hödnerhof                              | 127, 184       | 0,65       |                 |               |                  | Dampf, ehem. Akku                 | 2000       |            | Chiemgauer Dampf-& Kleinbahnfreunde          |                                            |
| Pertisau                             | Hotel Liebes Caroline                             |                |            |                 |               |                  |                                   |            |            | Hotel Liebes Caroline                        |                                            |

### Schweiz
| Ort (Ortsteil)                           | Lage                                                            | Spurweite [mm] | Länge [km]                             | Min. Radius [m] | Max. Steigung | Gleis- bild      | Antrieb                     | von               | bis           | Betrieb durch                                                 | Bemerkungen                                                                |
| Kanton Aargau                            | Kanton Aargau                                                   | Kanton Aargau  | Kanton Aargau                          | Kanton Aargau   | Kanton Aargau | Kanton Aargau    | Kanton Aargau               | Kanton Aargau     | Kanton Aargau | Kanton Aargau                                                 | Kanton Aargau                                                              |
| ---------------------------------------- | --------------------------------------------------------------- | -------------- | -------------------------------------- | --------------- | ------------- | ---------------- | --------------------------- | ----------------- | ------------- | ------------------------------------------------------------- | -------------------------------------------------------------------------- |
| Staufen                                  | Staufberg Holzgasse                                             | 127, 184       | 1,48                                   |                 | 1%            | Kreis            | Akku, Dampf                 | 2001              |               | Gartenbahn-Staufen                                            | hat auch mobile Anlage ca. 300 Meter, Radius 12 Meter                      |
| Windisch                                 | Psychiatrische Klinik Königsfelden                              | 127, 184       | 0,7                                    | 12m             | 3%            | Kreis            | Akku, Benzin, Dampf         | 1984              |               | Parkbahn Königsfelden                                         | ehemals Dampfmodellbahn Birr                                               |
| Kantone Basel-Stadt und Basel-Landschaft |                                                                 |                |                                        |                 |               |                  |                             |                   |               |                                                               |                                                                            |
| Basel                                    | Universitäre Psychiatrische Kliniken                            | 127            | 0,8                                    | 7,5             | 2,2%          | Knochen          | Akku, Dampf                 | 1984              |               | Dampfbahn Basel                                               | Bahn musste 2017 abgebaut werden                                           |
| Muttenz                                  | Hardacker Nr. 6 (Robinson Spielplatz)                           | 184            | 0,37                                   |                 |               | Kreis            | Akku, Benzin, Dampf         | 1983              |               | Muttenzer-Robi-Bahn                                           |                                                                            |
| Pratteln                                 | Rheinstrasse 7                                                  | 127, 184       | 0,8                                    | 10              | 4%            | Kreis            | Dampf, Akku, Diesel         | 1993              |               | Stiftung Ysebähnli am Rhy                                     |                                                                            |
| Kanton Bern                              |                                                                 |                |                                        |                 |               |                  |                             |                   |               |                                                               |                                                                            |
| Münsingen                                | Psychiatriezentrum                                              | 127, 184       | 1,1                                    | 12              | 1,5%          | Knochen          | Akku, Dampf                 | 1995 (8. April)   |               | Dampfbahn Aaretal Münsingen                                   |                                                                            |
| Thun                                     | Schadaupark                                                     | 184            | 0,94                                   |                 |               |                  |                             | 2008              |               | Verein Dampfbahn Vaporama Schadaupark                         |                                                                            |
| Gurten                                   | Spielpark Gurten                                                | 184            | 0,6                                    | 10              | 0,6           | Doppelkreis      | Akku, Dampf                 | 1960 (Mai)        |               | Gurtenbahn                                                    | hat Zahnradbahnabschnitt, seit 1996 auch mobile Anlage mit 300 m Gleis,    |
| Schüpfen                                 | Schulhausareal                                                  | 127, 184       | 0,11                                   | 10              |               | Kreis            | Akku, Dampf                 | 1998              |               | Dampffreunde Club Schüpfen                                    |                                                                            |
| Lenk                                     | AlpKultur Spielplatz                                            | 254            | 0,5                                    |                 |               |                  | Dampf, Akku                 | 2011              |               | Strubeli Dampfbahn Lenk                                       | Heute fest in den Spielplatz integriert; früher transportabel:10 Zoll Bahn |
| Kanton Freiburg                          |                                                                 |                |                                        |                 |               |                  |                             |                   |               |                                                               |                                                                            |
| Freiburg, Eingangs Galterenschlucht      | Buvette du petit train, Chemin du Gottéron 17, 1700 Fribourg FR | 127            |                                        |                 |               |                  | Dampf, Akku                 |                   |               | Chemin de fer du Gottéron                                     |                                                                            |
| Kanton Luzern                            |                                                                 |                |                                        |                 |               |                  |                             |                   |               |                                                               |                                                                            |
| Rothenburg                               | Bertiswilstrasse 40                                             | 184            | 1,4                                    |                 | 3%            | Kreis, komplex   | Akku, Dampf, Diesel, Benzin | 1980              |               | Liliputbahn Chärnsmatt                                        | hat Zahnradbahnabschnitt                                                   |
| Luzern                                   | Lidostrasse 5 Verkehrshaus                                      | 241            |                                        |                 |               | Kreis            | Dampf, Diesel               | 1972              |               | Verkehrshaus                                                  | 2011 revidiert und mit neuer Streckenführung aufgebaut                     |
| Ebikon                                   | Luzerner Garten, Adligenswilerstrasse 113                       | 184            | 0,28                                   |                 | 2,7%          | Oval             | Akku, Dampf                 | 2011              | 2018          | Verein Luzerner Gartenbahn                                    | fusionierte 2018 mit dem Verein Liliputbahn Chärnsmatt                     |
| Kanton Schaffhausen                      |                                                                 |                |                                        |                 |               |                  |                             |                   |               |                                                               |                                                                            |
| Stein am Rhein                           | westliches Altstadtende, entlang des Rheins                     | 184, 360       | etwa 0,9 (gesamt); etwa 0,68 (Strecke) |                 |               | Ballon           | Akku, Dampf                 | Frühjahr 1974     |               | Liliput Bahn-Verein                                           | früher auch 127mm; 14½ Zoll (360 mm) für Fahrzeugpark ex Brüder-Brast-Bahn |
| Kanton Schwyz                            |                                                                 |                |                                        |                 |               |                  |                             |                   |               |                                                               |                                                                            |
| Einsiedeln                               | Blatten; nördlicher Ausgang Einsiedeln                          | 127, 184       | 2,0                                    | 11              | 3%            | Knochen komplex  | Akku, Dampf                 | 2002              |               | Modelleisenbahnclub Einsiedeln                                | Europas höchste Gartenbahn: 878 m ü. M.; Mobile Anlage seit 1985           |
| Kanton Tessin                            |                                                                 |                |                                        |                 |               |                  |                             |                   |               |                                                               |                                                                            |
| Tenero                                   | Camping LIDO Mappo, via Mappo 20                                | 127, 184       | 0,313                                  |                 |               | Knochen          | Akku, Dampf                 | 1985              |               | Assoziazione Ticinese Amici della Ferrovia                    |                                                                            |
| Kanton Thurgau                           |                                                                 |                |                                        |                 |               |                  |                             |                   |               |                                                               |                                                                            |
| Romanshorn                               | Locorama, Alte SBB-Lokremise, Egnacherweg 1                     | 127, 184       | 0,15, 0,28                             |                 |               | Ballon           | Akku, Benzin                | 2009              |               | Eisenbahn Erlebniswelt Romanshorn                             | Gleisdreieck, Drehscheibe 3 m                                              |
| Kanton Waadt                             |                                                                 |                |                                        |                 |               |                  |                             |                   |               |                                                               |                                                                            |
| Pully bei Lausanne                       | Route du Port, am Anleger Pully                                 | 184            |                                        |                 |               | Oval             | Dampf, Akku                 | 1985              |               | MiNi Train de Pully                                           |                                                                            |
| Kanton Wallis                            |                                                                 |                |                                        |                 |               |                  |                             |                   |               |                                                               |                                                                            |
| Grimisuat                                | Rue de Coméraz                                                  | 127, 184       | 0,18                                   |                 |               |                  | Akku, Dampf                 |                   |               | Grim Vapeur Parc                                              |                                                                            |
| Le Bouveret                              | Swiss Vapeur Parc                                               | 127, 184       | 2,0                                    |                 |               | Knochen, komplex | Akku, Benzin, Dampf         | 1980 (3. Februar) |               | Club des Amis du Swiss Vapeur Parc                            | hat Zahnradbahnabschnitt                                                   |
| Kanton Zürich                            |                                                                 |                |                                        |                 |               |                  |                             |                   |               |                                                               |                                                                            |
| Dielsdorf                                | Sportanlage Erlen                                               | 300            | 0,2                                    |                 |               | Kreis            | Akku                        |                   |               | kleinbahnen.ch (Memento vom 17. Mai 2014 im Internet Archive) |                                                                            |
| Glattfelden                              | Schwimmbadstrasse 23                                            | 127            | 1,4                                    |                 |               | Ballon, komplex  | Akku, Dampf, Diesel         | 1990 (23. Juni)   |               | Modellbahnfreunde Glattfelden                                 | hat Zahnradabschnitt                                                       |
| Winterthur                               | Reutlingen, direkt beim Bahnhof                                 |                | 0,13                                   |                 |               | Ballon           | Dampf                       |                   |               | Privat Dampfbahn Reutlingen                                   |                                                                            |
| Winterthur                               | Technorama                                                      | 184            |                                        |                 |               |                  |                             |                   | 2021          |                                                               | geschlossen seit Umbau 2021                                                |
| Zürich-Affoltern                         | Restaurant Waldhaus Katzensee, Wehntalerstrasse 790             | 184, 241       | 0,4                                    |                 |               | 8                | Dampf                       | 1961 (2. Sep.)    |               | Dampfbahn Katzensee                                           |                                                                            |
| Zürich-Altstetten                        | Tüffenwies 42                                                   | 89, 127        | 1,5                                    |                 | 1,5%          | komplex          | Akku Dampf                  | 1998              |               | Dampfmodellklub der Schweiz                                   |                                                                            |

### Nordeuropa (Dänemark, Finnland, Schweden)
| Ort (Ortsteil)                   | Lage              | Spurweite [mm] | Länge [km] | Min. Radius [m] | Max. Steigung | Gleis- bild | Antrieb             | von        | bis      | Betrieb durch                                     | Bemerkungen |
| Dänemark                         | Dänemark          | Dänemark       | Dänemark   | Dänemark        | Dänemark      | Dänemark    | Dänemark            | Dänemark   | Dänemark | Dänemark                                          | Dänemark    |
| -------------------------------- | ----------------- | -------------- | ---------- | --------------- | ------------- | ----------- | ------------------- | ---------- | -------- | ------------------------------------------------- | ----------- |
| Egå (Hjortshøj-Egå) (bei Aarhus) | Möllevej          | 184            | 0,3        | 8               |               | Oval        | Dampf               |            |          | Modelparken                                       |             |
| Hedehusene (bei Kopenhagen)      | Hedelandstien     | 127, 145. 184  | 1,2        |                 |               | Knochen     | Akku, Dampf         | 1984       |          | Brandhøjbanen                                     |             |
| Odense                           | Dannebrogsgade 24 | 184            | 0,5        |                 |               |             |                     |            |          | Dänisches Eisenbahnmuseum                         |             |
| Finnland                         |                   |                |            |                 |               |             |                     |            |          |                                                   |             |
| Hyvinkää                         | Hyvinkäänkatu 9   | 184            |            |                 |               |             |                     |            |          | Finnisches Eisenbahnmuseum (Suomen Rautatiemuseo) |             |
| Schweden                         |                   |                |            |                 |               |             |                     |            |          |                                                   |             |
| Gävle                            | Rälsgatan 1       | 127 184        | 0,1 0,6    |                 |               |             |                     |            |          | Schwedisches Eisenbahnmuseum                      |             |
| Borås                            | Sandlid           | 184            | 1,05       |                 |               | Ballon      | Akku, Dampf, Diesel | 1986 (Mai) |          | Borås Miniatyr Ånglok Selskap                     |             |
| Linköping                        | Mutebo Aspnäs     | 184            | 1,0        |                 |               | Knochen     | Dampf               |            |          | Mutebo-Aspnäs Miniatyrjärnväg                     |             |

### Niederlande
| Ort (Ortsteil)                     | Lage                                          | Spurweite [mm]     | Länge [km]                            | Min. Radius [m]   | Max. Steigung     | Gleis- bild                 | Antrieb             | von               | bis               | Betrieb durch                       | Bemerkungen       |
| Provinz Groningen                  | Provinz Groningen                             | Provinz Groningen  | Provinz Groningen                     | Provinz Groningen | Provinz Groningen | Provinz Groningen           | Provinz Groningen   | Provinz Groningen | Provinz Groningen | Provinz Groningen                   | Provinz Groningen |
| ---------------------------------- | --------------------------------------------- | ------------------ | ------------------------------------- | ----------------- | ----------------- | --------------------------- | ------------------- | ----------------- | ----------------- | ----------------------------------- | ----------------- |
| Leek                               | Familiepark Nienoord                          | 89 127 184 203 260 | 1.23                                  | 30                |                   | Oval + Ballon + Kopfbahnhof | Dampf, Diesel, Akku | 1964              |                   | Nienoord Spoorwegen                 |                   |
| Provinz Limburg                    |                                               |                    |                                       |                   |                   |                             |                     |                   |                   |                                     |                   |
| Brunssum                           | Schutterspark, Heidestraat 20 Brunssum        | 89, 127, 184       | 0.21 0.21 später 0.65 0.21 später0.65 | 15 15             | 0 0 später 1%     | Ballon, später Acht         | Dampf, Benzin       | 2011              |                   | SGL Stoomgroep Limburg              |                   |
| Provinz Noord-Holland              |                                               |                    |                                       |                   |                   |                             |                     |                   |                   |                                     |                   |
| Hollandsche Rading (bei Hilversum) | Karnemelksweg 8                               | 89 127, 184        | (A)                                   |                   |                   |                             | Dampf               |                   |                   | Stoomgroep Rading Spoor             |                   |
| Velsen-Zuid                        | Genieweg 38a                                  | 89, 127 184        | 0,2 0,6                               |                   |                   |                             | Akku, Dampf, Diesel | 1985              |                   | Modelbouwvereniging het Y           |                   |
| Provinz Zuid-Holland               |                                               |                    |                                       |                   |                   |                             |                     |                   |                   |                                     |                   |
| Barendrecht (bei Rotterdam)        |                                               | 127, 184           | 1,2                                   |                   |                   |                             | Dampf               |                   |                   | Maasoeverspoorweg Barendracht       |                   |
| Krimpen aan den IJssel             |                                               | 89, 127 184        | 0,25 0,5                              |                   |                   |                             | Dampf               |                   |                   | NVM Spoorbanen Stormpolder          |                   |
| Den Haag                           | Mr. P. Droogleever Fortuynweg 50 (Zuiderpark) | 89, 127, 184       | 1,5                                   |                   |                   | Knochen                     | Akku, Dampf         |                   |                   | Stoomgroep West Zuiderpark          |                   |
| Provinz Noord-Brabant              |                                               |                    |                                       |                   |                   |                             |                     |                   |                   |                                     |                   |
| Breda                              | Reeptiend 23                                  | 89, 127 127, 184   | 0,3 0,35                              |                   |                   |                             | Dampf               |                   |                   | NVM Stoomgroep Zuid                 |                   |
| Tilburg                            | Reeshofdijk 8                                 | 89, 127 184        | 0,12 0,35                             |                   |                   |                             | Dampf               |                   |                   | SMMB Stoom modelbouw Midden Brabant |                   |
| Provinz Overijssel                 |                                               |                    |                                       |                   |                   |                             |                     |                   |                   |                                     |                   |
| Enschede                           | Wesselerbrink Park, Beltrumbrink 52a          | 89, 127 127, 184   | 0,18 0,45                             |                   |                   |                             | Akku, Dampf         | 1977              |                   | Modelbouwvereniging Twente          |                   |
| Provinz Zeeland                    |                                               |                    |                                       |                   |                   |                             |                     |                   |                   |                                     |                   |
| Hoedekenskerke                     | Park De Pluimweide                            |                    | 0,8                                   |                   |                   |                             |                     |                   |                   | SGB-J                               |                   |
| Schouwen-Duiveland-Kerkwerve       | Weelweg 3                                     | 89, 127 184        |                                       |                   |                   |                             |                     |                   |                   | SMSK Kerkwerve                      |                   |

### Belgien, Luxemburg
| Ort (Ortsteil)       | Lage                        | Spurweite [mm]       | Länge [km] | Min. Radius [m] | Max. Steigung | Gleis- bild      | Antrieb             | von              | bis     | Betrieb durch                                              | Bemerkungen                |
| Belgien              | Belgien                     | Belgien              | Belgien    | Belgien         | Belgien       | Belgien          | Belgien             | Belgien          | Belgien | Belgien                                                    | Belgien                    |
| -------------------- | --------------------------- | -------------------- | ---------- | --------------- | ------------- | ---------------- | ------------------- | ---------------- | ------- | ---------------------------------------------------------- | -------------------------- |
| Turnhout             | Stadspark Turnhout          | 127, 184             | 1,2        | 17              | 0,5%          | Knochen          | Akku, Dampf, Benzin | 1981             |         | Stoomgroep Turnhout                                        | Bahnhof im Glaspalast Stil |
| Brüssel-Forest/Vorst | Chaussée de Neerstalle 323b | 127, 184             | 2,0        |                 |               | Knochen, komplex | Dampf               |                  |         | Le Petit Train à Vapeur de Forest                          |                            |
| La Louvière          | Rue Gustave Boë 23          | 184                  | 0,6        |                 |               |                  |                     |                  |         | Les Vaporistes du Centre - Institut technique Saint Joseph |                            |
| Antwerpen            | Cogelsplein, 2100 Deurne    | 64(A), 89(A), 127(A) | 0,22       | 18              | 0%            | Kreis            |                     | 1986 (September) |         | KMYCA Stoomgroep Antwerpen                                 |                            |
| Luxemburg            |                             |                      |            |                 |               |                  |                     |                  |         |                                                            |                            |
| Esch an der Alzette  | Rue Dr Emile Colling        | 184                  | 1,35       |                 |               |                  | Akku, Dampf, Diesel | 1997             |         | Chemins de Fer Lankelz                                     |                            |
| Luxemburg-Grund      | Rue Saint-Quirin            | 127                  | 0,34       |                 |               |                  | Akku, Dampf         | 2005             |         | Letzeburger Dampbunnclub Remeleng                          |                            |
| Rümelingen           | Nationales Grubenmuseum     | 127                  |            |                 |               | Kreis            | Akku, Dampf         |                  |         | Letzeburger Dampbunnclub Remeleng                          |                            |

### Großbritannien

#### England
| Ort (Ortsteil)                                            | Lage                                                                  | Spurweite [mm]               | Länge [km]          | Gleis- bild          | Antrieb               | von                      | bis                 | Betrieb durch                                                              | Bemerkungen |
| Greater London                                            | Greater London                                                        | Greater London               | Greater London      | Greater London       | Greater London        | Greater London           | Greater London      | Greater London                                                             | Greater London                                                                                                  |
| City of Westminster                                       | City of Westminster                                                   | City of Westminster          | City of Westminster | City of Westminster  | City of Westminster   | City of Westminster      | City of Westminster | City of Westminster                                                        | City of Westminster                                                                                             |
| --------------------------------------------------------- | --------------------------------------------------------------------- | ---------------------------- | ------------------- | -------------------- | --------------------- | ------------------------ | ------------------- | -------------------------------------------------------------------------- | --- |
| London                                                    | 21-23 Craven Hill                                                     | 184                          |                     |                      |                       |                          |                     | London Toy and Model Museum                                                | existent 1989                                                                                                   |
| London Borough of Bexley                                  |                                                                       |                              |                     |                      |                       |                          |                     |                                                                            | |
| Bexleyheath                                               | Danson Park                                                           | 184                          |                     |                      |                       | 1946                     | 1948                |                                                                            | |
| Bexleyheath                                               | Danson Park                                                           | 241                          |                     |                      |                       | 1942 1949                | 1942 1962           |                                                                            | erste Periode nur vorübergehend für Holidays at Home Ausstellung                                                |
| Sidcup                                                    |                                                                       | 241                          |                     |                      |                       | 1945                     | 1951                | Sidcup Miniature Railway                                                   | |
| Welling                                                   | Rochester Way                                                         | 89, 127, (184)               | 0,39(A)             |                      | Dampf                 |                          |                     |                                                                            | Welling and District Model Engineering Society                                                                  |
| London Borough of Bromley                                 |                                                                       |                              |                     |                      |                       |                          |                     |                                                                            | |
| Penge                                                     | Crystal Palace Park                                                   |                              |                     |                      |                       | 1990er                   | 1990 er             | Crystal Palace Miniature Railway                                           | |
| London Borough of Ealing                                  |                                                                       |                              |                     |                      |                       |                          |                     |                                                                            | |
| Acton                                                     | London Transport Museum                                               | 184                          | 0,91                | Strecke              |                       | 2005 (26. Februar)       |                     | Acton Miniature Railway                                                    | Volunteers on behalf of (and including) London Transport Museum Friends                                         |
| London Borough of Havering                                |                                                                       |                              |                     |                      |                       |                          |                     |                                                                            | |
| Upminster                                                 | Belhus Woods Country Park                                             | 184                          |                     |                      |                       |                          |                     |                                                                            | Klubanlage |
| London Borough of Hillingdon                              |                                                                       |                              |                     |                      |                       |                          |                     |                                                                            | |
| bei Uxbridge, Ickenham                                    | High Road                                                             | 89, 127                      | 0,72                |                      | Dampf                 | 1969 (27. Sep.)          |                     | Ickenham Miniature Railway                                                 | Ickenham & District Society of Model Engineers                                                                  |
| Ruislip                                                   | Reservoir Road, Ruislip Lido                                          | 305                          | 2,0                 | Ballon               | Diesel, Dampf         | 1945                     |                     | Ruislip Lido Railway                                                       | Ruislip Lido Railway Society                                                                                    |
| London Borough of Hounslow                                |                                                                       |                              |                     |                      |                       |                          |                     |                                                                            | |
| Brentford                                                 | Syon Park                                                             | 260                          | 0,43                |                      |                       | 1945                     | 1951                | Syon Park Miniature Railway                                                | |
| London Borough of Harrow                                  |                                                                       |                              |                     |                      |                       |                          |                     |                                                                            | |
| Eastcote                                                  | Rayners Lane, Roxbourne Park                                          | 89, 127, 184                 | 0,36                |                      |                       |                          |                     | Roxbourne Park Miniature Railway                                           | |
| London Borough of Lambeth und London Borough of Southwark |                                                                       |                              |                     |                      |                       |                          |                     |                                                                            | |
| Herne Hill                                                | Brockwell Park                                                        | 184                          | 0,22                | Strecke              | Dampf                 | 2003                     |                     | Brockwell Park Miniature Railway                                           | J.Roberts |
| London Borough of Merton                                  |                                                                       |                              |                     |                      |                       |                          |                     |                                                                            | |
| Merton                                                    |                                                                       | 260                          |                     |                      |                       |                          |                     | Merton Mill Railway                                                        | |
| London Borough of Newham                                  |                                                                       |                              |                     |                      |                       |                          |                     |                                                                            | |
| East Ham                                                  |                                                                       | 241                          |                     |                      |                       | 1945                     | 1949                | East Ham Miniature Railway                                                 | |
| London Borough of Redbridge                               |                                                                       |                              |                     |                      |                       |                          |                     |                                                                            | |
| Chadwell Heath                                            |                                                                       | 184                          |                     |                      | Dampf                 | 1935                     |                     |                                                                            | Ilford and West Essex Model Railway Club                                                                        |
| London Borough of Sutton                                  |                                                                       |                              |                     |                      |                       |                          |                     |                                                                            | |
| Beddington (in London Borough of Sutton)                  | Beddington Park                                                       |                              |                     |                      |                       |                          |                     | Beddington and Carew Light Railway                                         | |
| London Borough of Waltham Forest                          |                                                                       |                              |                     |                      |                       |                          |                     |                                                                            | |
| Chingford                                                 | Old Church Road, Ridgeway Park                                        | 89, 127 127,184              | 0,31(A) 0,61        | Kreis Ballon         | Dampf                 |                          |                     | Ridgeway Park Railway                                                      | Chingford and District Model Engineering Club existent 2011, 2012; Min.Radius 9,75/?                            |
| Bedfordshire                                              |                                                                       |                              |                     |                      |                       |                          |                     |                                                                            | |
| Fancott bei Toddington (Bedfordshire)                     |                                                                       | 260                          |                     |                      |                       | 1975                     | 1986                | Fancott Miniature Railway                                                  | R.Stanbridge |
| Fancott bei Toddington (Bedfordshire)                     | The Fancott                                                           | 184                          | 0,32                | Ballon               | Dampf                 | 1996                     |                     | Fancott Miniature Railway                                                  | |
| bei Ampthill, Haynes, Bedfordshire                        |                                                                       | 127, 184                     |                     |                      |                       |                          |                     | Haynes Miniature Railway / Summerfields Miniature Railway                  | |
| Radwell (Bedfordshire)                                    |                                                                       | 260                          | 1,2                 |                      | Dampf                 | 1920                     | 1960er              | Radwell Manor Railway                                                      | |
| Thurleigh                                                 | Cross End, Thurleigh Farm Centre                                      | 260                          |                     |                      |                       |                          |                     | Thurleigh Farm Miniature Railway                                           | Thurleigh Farm                                                                                                  |
| Berkshire                                                 |                                                                       |                              |                     |                      |                       |                          |                     |                                                                            | |
| Ascot                                                     | Winkfield Road                                                        | 184                          |                     |                      | Dampf                 |                          |                     |                                                                            | Ascot Locomotive Society Ascot Racecourse                                                                       |
| Bracknell                                                 | Jocks Lane Park                                                       |                              |                     |                      | Dampf                 |                          |                     | Jocks Lane Miniature Railway                                               | Bracknell Railway Society                                                                                       |
| Pangbourne-Lower Basildon                                 | Beale Park                                                            | 260                          | 0,91                | Acht                 | Dampf                 | 1989                     |                     | Beale Park Railway                                                         | Child Beale Trust, 13 Verletzte bei einem Miniatureisenbahn-Unglück am 27. Juni 2009 ,                          |
| Reading                                                   | Bath Road, Prospect Park                                              | 64, 89, 127                  | 0,3                 |                      |                       |                          |                     |                                                                            | Reading Society of Model Engineers                                                                              |
| Reading-Burghfield                                        | Amners Farm Road, Amners Farm                                         | 127, 184                     | 1,2                 |                      |                       |                          |                     | Amnerfield Miniature Railway                                               | |
| Riseley                                                   | Odiham Road, Wellington Country Park                                  | 184                          | 0,45                | Kreis                | Dampf                 | 1980                     |                     | Wellington Country Park Railway                                            | Wellington Country Park (ex Ballon),                                                                            |
| Wokingham                                                 | Pinewood Leisure Centre                                               | 127, 184                     | 0,7                 | Knochen              | Akku, Benzin, Dampf   | 1980er                   |                     | Pinewood Miniature Railway                                                 | Dual Gauge, |
| Buckinghamshire                                           |                                                                       |                              |                     |                      |                       |                          |                     |                                                                            | |
| Beaconsfield                                              | Warwick Road, Bekonscot Model Village                                 | 184                          | 0,8                 | Ballon               |                       | 2001                     |                     | Bekonscot Model Village and Railway                                        | Bekonscot Model Village ,                                                                                       |
| bei Milton Keynes, Deanshanger                            | Kingfisher Country Club                                               | 89, 127, 184                 | 0,45                |                      | Benzin, Dampf         |                          |                     | Kingfisher Light Railway                                                   | |
| High Wycombe                                              | Watchet Lane                                                          | 184                          |                     |                      |                       |                          |                     |                                                                            | High Wycombe ME Club Holmer Green Sports Assoc                                                                  |
| Lavendon                                                  | Harrold Road                                                          | 184                          | 0,45                |                      |                       |                          |                     | Lavendon Narrow Gauge Railway                                              | |
| Milton Keynes                                             | Brickhill Street, South Willen Lake                                   | 184                          | 0,54                | Ballon               | Diesel                | 1989                     |                     | Willen Lake Miniature Railway                                              | Willen Miniature Railway                                                                                        |
| Milton Keynes Newlands                                    | Livingstone Drive, Gulliver’s Land                                    | 381                          | 0,54                | Kreis                | Diesel                | 1999                     |                     | Willen Lake Miniature Railway                                              | Gulliver’s |
| bei Aylesbury, Wotton Underwood                           |                                                                       | 381                          |                     |                      |                       |                          |                     | Wotton Light Railway                                                       | Privat mit öffentlichen Tagen                                                                                   |
| bei Aylesbury, Quainton                                   | Quainton Road station                                                 | 127, 184                     |                     |                      |                       |                          |                     | Buckinghamshire Railway Centre; Golding Spring Miniature Railway           | Vale of Aylesbury Model Engineering Society ,                                                                   |
| Cambridgeshire                                            |                                                                       |                              |                     |                      |                       |                          |                     |                                                                            | |
| Cambridge-Newnham, Cambridgeshire                         | Fulbrooke Road                                                        | 89, 127, 184                 | 0,4                 |                      | Dampf                 | 1959 ?                   |                     | Grantchester Woodland Railway                                              | Cambridge Model Engineering Society                                                                             |
| Fenland-Ramsey Mereside                                   | Mere Side Drove, Mereside Farm                                        | 184                          | 0,27                | Oval                 | Dampf, Akku, Benzin   |                          |                     | Fenland Light Railway                                                      | |
| March, Cambridgeshire                                     | Rodham Road                                                           | 184                          | 0,794               |                      |                       | 1991                     |                     | Dunhams Wood Light Railway                                                 | |
| Peterborough                                              | Oundle Road, Nene Park                                                | 260                          | 0,63                | Strecke              | Dampf                 | 1979                     |                     | Ferry Meadows Miniature Railway                                            | D & S.Coging |
| Peterborough                                              | All Saints Road                                                       | 89, 127, 184                 |                     |                      | Dampf                 |                          |                     |                                                                            | Peterborough Society of Model Engineers                                                                         |
| Cheshire                                                  |                                                                       |                              |                     |                      |                       |                          |                     |                                                                            | |
| Bridgemere                                                | Bridgemere Garden World                                               | 311                          | 0,18                | Kreis                | Dampf                 | 2006 (23. Oktober)       |                     | Bridgemere Garden Railway                                                  | |
| Chester                                                   | Grosvenor Park Road                                                   | 184                          | 0,4                 | Oval                 | Dampf                 | 1996                     |                     | Grosvenor Park Miniature Railway                                           | Chester Railways                                                                                                |
| Crewe                                                     | Vernon Way, Crewe Heritage Centre                                     | 184                          | 0,54                | komplex              | Dampf                 | 1992                     |                     | Crewe Heritage Centre Miniature Railway                                    | Crewe Heritage Centre Miniature Railway Volunteer Group                                                         |
| Eaton Hall                                                | London Road, All in One Garden & Leisure                              | 381                          | 7,2                 |                      |                       | 1896                     | 1946                | Eaton Hall Railway                                                         | |
| Handforth                                                 | Meriton Road Park                                                     | 89 127, 184                  | (A)                 |                      | Dampf                 |                          | 2009                |                                                                            | Handforth Model Engineering Society                                                                             |
| High Legh                                                 | Halliwells Brow, High Legh Garden Center                              |                              |                     |                      | Dampf                 |                          |                     | High Legh Railway                                                          | |
| Knutsford-Allostock                                       | London Road, All in One Garden & Leisure (alt: „Hills Garden Centre“) | 184                          | 0,54                |                      |                       | 2000                     |                     | All-in-One Miniature Railway                                               | D.Moss |
| Marple (Greater Manchester)                               | Dooley Lane, Marple Garden Centre                                     | 184                          | 0,8                 | Acht                 | Benzin, Dampf         | 1999                     |                     | Dragon Miniature Railway                                                   | B.Lomas |
| Poynton                                                   | Macclesfield Road, Brookside Garden Centre                            | 127                          |                     | Ballon               |                       | 1972                     | 1999                | Brookside Miniature Railway                                                | Brookside Garden Centre                                                                                         |
| Poynton                                                   | Macclesfield Road, Brookside Garden Centre                            | 184                          | 0,72                | Kreis                | Dampf                 | 1989                     |                     | Brookside Miniature Railway                                                | |
| Northwich-Winnington                                      | Moss Farm Recreation Centre                                           | 89, 127, 184                 |                     |                      |                       | 1977                     | 19__                |                                                                            | Mid Cheshire Society of Model Engineers,184 mm ab den 1990ern,                                                  |
| Runcorn                                                   | Palace Fields, Town Park                                              | 184                          | 1,5                 |                      | Dampf                 | 1979                     |                     | Halton Miniature Railway                                                   | Halton Miniature Railway Society                                                                                |
| Sandiway                                                  | Pool Lane                                                             | 127, 184                     | (A)                 |                      | Akku, Dampf           | 1999                     |                     | Petty Pool Miniature Railway                                               | Mid Cheshire Society of Model Engineers                                                                         |
| Stockport-Woodsmoor                                       |                                                                       | 127, 184                     |                     |                      | Dampf                 | 1951-05-18               | 196_                |                                                                            | Stockport and District Society of Model Engineers                                                               |
| Stockport                                                 | Deaf School                                                           | 127, 184                     |                     |                      | Dampf                 | 1970 (12. Sep.)          | 2006                |                                                                            | Stockport and District Society of Model Engineers,                                                              |
| Cheadle Hulme                                             | South Park                                                            | 64, 89, 127, 184             |                     |                      | Dampf                 |                          |                     |                                                                            | Stockport and District Society of Model Engineers,                                                              |
| Warrington                                                | Old Hall, Gulliver’s World                                            | 381                          | 0,45                | Kreis                |                       | 1989                     |                     | Gulliver’s World Railway                                                   | D.Phillips |
| Warrington                                                |                                                                       | 89, 127, 184                 |                     |                      | Dampf                 | 19                       |                     |                                                                            | Warrington and District Model Engineering Society; existent 2012, tragbare Gleise                               |
| Wirral Peninsula-Frankby                                  | Royden Park                                                           | (64) 89, 127 127, 184        | 0,37(A) 0,7         | Kreis                | Dampf                 | 1980 2000                |                     | Royden Park Miniature Railways                                             | Wirral Model Engineering Society 64mm vorbereitet aber nicht aufgebaut.                                         |
| Cornwall                                                  |                                                                       |                              |                     |                      |                       |                          |                     |                                                                            | |
| Bude (Cornwall)                                           | Brocklands Adventure Park (Vormals:Pixieland Funpark)                 | 381                          |                     |                      | Benzin                | 1982 ?                   |                     | Pixieland Miniature Railway                                                | existent Juli 1993                                                                                              |
| Crowlas                                                   |                                                                       |                              |                     |                      |                       |                          |                     | Bolton Moors Live Steam Railway                                            | |
| Dobwalls                                                  | Dobwalls Adventure Park                                               | 184                          | 0,8                 |                      | Dampf                 | 1970                     | 2007                | The Rio Grande line                                                        | |
| Dobwalls                                                  | Dobwalls Adventure Park                                               | 184                          | 0,8                 |                      | Dampf                 | 1979                     | 2006-10-29          | The Union Pacific Route                                                    | |
| Hayle                                                     | Trelissick Road, Paradise Park                                        | 381                          | 0,23                | Kreis                |                       | 1976                     |                     | Paradise Railway                                                           | Paradise Park                                                                                                   |
| Launceston                                                | St Thomas, Tredidon, Hidden Valley                                    | 184                          | 0,81                | Kreis                |                       | 2002                     |                     | Porterswick Junction Light Railway                                         | Hidden Valley Discovery Park                                                                                    |
| Newquay                                                   | St. Newlyn East                                                       | 184 260 381                  | 0,27 0,63 2,0       | Kreis Strecke Ballon | Dampf                 | 1978 1995 1974           |                     | Lappa Valley Steam Railway                                                 | Lappa Valley Railway Co                                                                                         |
| Newquay                                                   | Trenance Gardens                                                      | 184                          | 0,27                | Kreis                |                       | 1965 ?                   |                     | Little Western Railway                                                     | E.Booth |
| Padstow Porthcothan Bay                                   | Old Macdonald’s Farm                                                  | 184                          | 0,16                |                      |                       |                          |                     | Tamarisk Miniature Railway                                                 | |
| Tretheake                                                 |                                                                       | 184                          |                     |                      |                       | 2006 ?                   |                     | Tretheake Mill Railway                                                     | Privat mit öffentlichen Tagen                                                                                   |
| Cumbria                                                   |                                                                       |                              |                     |                      |                       |                          |                     |                                                                            | |
| Brookhouse                                                | Heywood House                                                         | 184                          |                     |                      |                       |                          |                     | Littledale Light Railway                                                   | Privat mit öffentlichen Tagen                                                                                   |
| Barrow-in-Furness                                         | 1 Dundee Street                                                       | 89, 127                      | (A)                 |                      |                       |                          |                     |                                                                            | Furness Model Railway Club                                                                                      |
| Carlisle                                                  | Upperby Park                                                          | 184                          | 0,2                 |                      |                       |                          |                     |                                                                            | Carlisle and District Model Engineering Society                                                                 |
| Dalton-in-Furness                                         | Broughton Road, South Lakes Wild Animal Park                          | 184                          | 0,18                | Strecke              |                       | 1995                     |                     | Safari Railway                                                             | South Lakes Wild Animal Park                                                                                    |
| bei Millom, Hodbarrow                                     | Port Haverigg Holiday Village                                         | 184                          | 0,36                | Kreis                |                       | 1997                     |                     | Little Hoddy Railway                                                       | R and S.Attwood                                                                                                 |
| bei Penrith (Cumbria), Lowther, Cumbria                   | Lowther Park                                                          |                              |                     |                      |                       | 1980er                   | 2000 ?              | Lowther Park Miniature Railway                                             | |
| bei Penrith (Cumbria), Plumpton, Cumbria                  | Station Yard, The Pot Place                                           | 260                          |                     |                      |                       |                          |                     | Plumpton Railway                                                           | |
| bei Lake Windermere, Newby Bridge                         |                                                                       | 184                          |                     |                      | Dampf                 |                          |                     | Millerbeck Light Railway                                                   | Privat mit öffentlichen Tagen                                                                                   |
| Seascaleh                                                 | Littleholme Drigg Road                                                | 89, 127                      |                     |                      |                       |                          |                     |                                                                            | West Cumbria Guild of Model Engineers                                                                           |
| Silloth                                                   | Skinburness Drive, Solway Holiday Park                                | 184                          | 0,72                | Acht                 |                       | 2002                     |                     | Silloth Miniature Railway                                                  | Hagans Leisure                                                                                                  |
| Derbyshire                                                |                                                                       |                              |                     |                      |                       |                          |                     |                                                                            | |
| Buxton                                                    | St Johns Road, Pavilion Gardens                                       | 311                          | 0,29                | Kreis                |                       | 1972                     |                     | Buxton Miniature Railway                                                   | High Peak Borough Council; 260 mm bis 1998                                                                      |
| Chesterfield                                              | Boythorpe Road, Queen’s Park                                          | 260                          | 0,5                 | Kreis                |                       | 1976                     |                     | Queens Park Miniature Railway                                              | Chesterfield Borough Council                                                                                    |
| Chesterfield                                              | Bolsover Road, Hady Hill St Peter & St Paul School                    | 64, 89, 127 127, 184         | 0,325(A) 0,64       | Kreis                | Dampf                 |                          |                     |                                                                            | Chesterfield and District Model Engineering Society Bahnhofshalle                                               |
| Derby                                                     | Kedleston Road, Markeaton Park                                        | 381                          | 1,27                | Strecke              | Diesel                | 1989                     |                     | Markeaton Park Light Railway                                               | J.Bull |
| Derby                                                     | Erewash Valley, Borrowash                                             | 184                          |                     |                      |                       |                          |                     |                                                                            | MES Borrowash                                                                                                   |
| Duffield, Derbyshire                                      | Boythorpe Road, Queen’s Park                                          | 381                          | 1,6                 |                      |                       | 1874                     | 1916                | Duffield Bank Railway                                                      | |
| Glossop                                                   | Manor Park Road                                                       | 184                          | 0,45                | Ballon               |                       | 1970                     |                     | Manor Park Miniature Railway                                               | A.Sowden |
| Heanor                                                    | Smalley Green, Morley Manor                                           | 184                          |                     |                      |                       |                          |                     |                                                                            | Derby Society of Model and Experimental Engineers                                                               |
| Matlock (Derbyshire)                                      | Hall Leys Park                                                        | 241                          | 0,18                | Strecke              | Diesel                | 1948                     |                     | Hall Leys Park Railway                                                     | Miniature Railway Co                                                                                            |
| Ripley (Derbyshire)                                       | Butterley Station                                                     | 89, 127                      |                     |                      |                       |                          |                     | Butterley Park Miniature Railway                                           | |
| Devonshire                                                |                                                                       |                              |                     |                      |                       |                          |                     |                                                                            | |
| Bickleigh                                                 | The Station, Devon Railway Centre                                     | 184                          | 0,41                | Strecke              |                       | 2001                     |                     | Devon Railway Centre Miniature Railway                                     | Devon Railway Centre                                                                                            |
| Bratton Fleming                                           |                                                                       | 311                          | 1,6                 |                      |                       | 1990 (August)            | 2001                | Exmoor Steam Railway                                                       | |
| Combe Martin                                              | Higher Leigh, Combe Martin Wildlife Park                              | 381                          | 0,45                | Strecke              |                       | 1989                     |                     | Combe Martin Wildlife Park Railway                                         | R.Butcher |
| Exmouth (Devon)                                           | Queens Drive                                                          | 311                          | 0,135               | Kreis                | Diesel, ehem. Dampf   | 1949                     |                     | Exmoor Steam Railway                                                       | - |
| Exmouth (Devon)                                           |                                                                       | 260                          | 0,135               | Kreis                | Diesel, ehem. Dampf   | 1949                     |                     | Exmoor Steam Railway                                                       | - |
| Seaton-Beer (Devon)                                       | Underleys, Pecorama                                                   | 184                          | 1,6                 | komplex              | Dampf                 | 1975-07-14               |                     | Beer Heights Light Railway                                                 | Howe & Davis |
| Kenton, Devon                                             | Powderham Castle                                                      | 184                          |                     |                      | Akku, Dampf           |                          |                     | Powderham Castle Railway                                                   | existent 2004                                                                                                   |
| Newton Abbot                                              | Recreation Ground                                                     | 89, 127 184                  | 0,3(A)              | Kreis                | Dampf                 | 2009 (Juni)              |                     |                                                                            | Newton Abbot & District Model Engineering Society, vierte Anlage seit 1948; 2% Steigung; kleinster Radius 13,5m |
| Newton Abbot                                              | Liverton, Trago Mills                                                 | 260                          | 2,4                 | Ballon               | Dampf                 | 1988                     |                     | Bickington Steam Railway                                                   | Trago Mills |
| Newton Abbot                                              | Gorse Blossom Miniature Railway and Woodland Park                     | 260                          | 2,4                 | Ballon               | Dampf                 | 1988                     |                     | Gorse Blossom Miniature Railway                                            | |
| Paignton                                                  | Totnes Road, Paignton Zoo                                             | 260                          | 0,45                | Kreis                |                       | 1965                     |                     | Jungle Express                                                             | Whitley Wildlife Conservation Trust; 1937 mit 305 mm eröffnet, umgespurt 1946,                                  |
| Buckfastleigh                                             | Buckfastleigh Railway Station                                         | 184                          | 0,91                | Kreis                | Dampf                 | 1977                     |                     | South Devon Miniature Railway                                              | South Devon Miniature Railway; bis 1978 mit 260 mm,                                                             |
| Exeter                                                    | Powderham Castle                                                      | 184                          | 0,91                | Kreis                | Dampf                 | 1977                     |                     | South Devon Miniature Railway                                              | bis 1978 mit 260 mm,                                                                                            |
| Martinhoe Cross                                           | Woody Bay                                                             | 184                          |                     |                      |                       |                          |                     | Lynton and Barnstaple Railway                                              | auch 600 mm, |
| Plymouth                                                  | Plymouth Central Park                                                 | 89, 127, 184                 |                     |                      | Dampf                 | 1970er                   | 1970er              | Plymouth Miniature Steam                                                   | Plymouth Miniature Steam                                                                                        |
| Plymouth                                                  | Goodwin Park                                                          | 89, 127, 184                 | 0,8                 |                      | Dampf                 | 1990 (Ostern)            |                     | Plymouth Miniature Steam                                                   | doppelspurig,                                                                                                   |
| Dorset                                                    |                                                                       |                              |                     |                      |                       |                          |                     |                                                                            | |
| Ashley Heath                                              | Moors Valley Country Park                                             | 184                          |                     |                      | Dampf, Diesel         | 1986 (Juli)              |                     | Moors Valley Railway                                                       | |
| Bournemouth                                               | Castle Lane East, Chaseside, Littledown Park                          | 89, 127, 184                 | (A)                 |                      | Dampf                 |                          |                     | Littledown Miniature Railway                                               | Bournemouth and District Society of Model Engineers                                                             |
| Ferndown-West Parley                                      | 392 Christchurch Road, Plowmans Garden Nursery & Plant Centre         | 184                          |                     |                      | Dampf, Diesel         |                          |                     | Plowman’s Railroad                                                         | |
| Poole                                                     | Parkstone Road, Poole Park                                            | 260                          | 0,63                | Kreis                | Dampf                 | 1949                     |                     | Poole Park Railway                                                         | C.Bullen |
| bei Wareham                                               | Purbeck School                                                        | 184                          | 0,50                |                      | Akku, Benzin, Dampf   | 1980er                   |                     | Purbeck miniature railway                                                  | |
| Weymouth (Dorset)                                         | Lodmoor Country Park                                                  | 260                          | 0,5                 | Kreis                |                       | 1983                     |                     | Weymouth Bay Miniature Railway                                             | D.Melhuish; 2 Bahnen                                                                                            |
| Weymouth (Dorset)                                         | Lodmoor Country Park                                                  |                              |                     |                      |                       |                          |                     | The Rio Grande Railway                                                     | 2 Bahnen ! |
| Weymouth (Dorset)                                         |                                                                       | 127, 184                     |                     |                      | Dampf                 |                          |                     |                                                                            | Weymouth & District Model Engineering Society,                                                                  |
| Durham                                                    |                                                                       |                              |                     |                      |                       |                          |                     |                                                                            | |
| Beamish                                                   | Beamish Museum                                                        | 184                          |                     |                      | Dampf                 |                          |                     |                                                                            | Beamish Model Engineering Group; hat Zahnradabschnitt,                                                          |
| Darlington                                                | Station Road, Head of Steam - Darlington Railway Museum               | 381                          |                     |                      |                       |                          |                     |                                                                            | |
| Darlington - Hurworth-on-Tees                             | Croft Road Hurworth Grange                                            | 89, 127, 184                 |                     |                      |                       |                          |                     |                                                                            | South Durham Society of Model Engineers                                                                         |
| Darlington - Hopetown                                     |                                                                       | 184                          |                     |                      |                       |                          |                     | Darlington RPS                                                             | Klubanlage |
| bei Low Coniscliffe                                       | Tees Cottage Pumping Station                                          | 184                          |                     | ?                    |                       |                          |                     | Tees-side Small Gauge Railway                                              | Cleveland Association of Model Engineers                                                                        |
| Essex                                                     |                                                                       |                              |                     |                      |                       |                          |                     |                                                                            | |
| Barking                                                   | Longbridge Road, Barking Park                                         | 241                          | 0,34                | Dampf                |                       | 1954                     | 2004                | Barking Park Miniature Railway                                             | |
| Barking                                                   | Longbridge Road, Barking Park                                         | 184                          | 0,32                | Strecke              | Akku, Diesel          | 2008                     |                     | Barking Park Light Railway                                                 | R.Armstead; Ostern 2009 offiziell eröffnet                                                                      |
| Basildon-Pitsea                                           | Pitsea Hall Lane, Wat Tyler Country Park                              | 260                          | 1,1                 | Ballon               | Dampf                 | 1988                     |                     | Wat Tyler Miniature Railway (ex Basildon Miniature Railway)                | Go Bonkers Ltd                                                                                                  |
| Billericayg                                               | Barleylands Road, Barleylands Visitor Centre                          | 184                          | 0,72                | Strecke              |                       | 1989                     |                     | Barleylands Miniature Railway                                              | HR Philpot and Son (Barleylands)                                                                                |
| Barnard Castle                                            | Whorlton Lido                                                         | 381                          |                     |                      |                       |                          |                     | Teesdale Miniature Railway                                                 | |
| Castle Hedingham                                          | Colne Valley Railway                                                  | 184                          | 0,32                | Ballon               | Dampf                 | 2008                     |                     | Colne Valley Railway                                                       | E.Bailey/Colne Valley Railway                                                                                   |
| Canvey Island                                             | Waterside Farm                                                        | 80, 127, 184                 |                     |                      |                       |                          |                     | Canvey Railway                                                             | Canvey Railway and Model Engineering Club, auch aufgeständert,                                                  |
| Chelmsford                                                | Meteor Way                                                            | 89, 127, 184                 | 0,3                 |                      | Akku, Dampf, Diesel   |                          |                     | Chelmsford Miniature Railway                                               | Chelmsford Society of Model Engineers                                                                           |
| Langford, Essex                                           | Hatfield Road, Museum of Power                                        | 184                          | 0,4                 | Kreis                | Dampf                 |                          |                     | Langford and Beeleigh Railway                                              | , (PDF; 187 kB)                                                                                                 |
| Hornchurch                                                | Gidea Park                                                            | 184                          |                     |                      |                       |                          |                     |                                                                            | Romford Model Engineering Club; Klubanlage                                                                      |
| Saffron Walden                                            | Audley End Road                                                       | 184, 260                     | 2,4                 | Acht                 | Dampf                 | 1964 (16. Mai)           |                     | Audley End Miniature Railway                                               | Lord Braybrooke                                                                                                 |
| West Horndon                                              | Brentwood Road, Barnards Farm                                         | 184                          | 2,0                 | Strecke              | Dampf                 | 2010 (5. September)      |                     | Barnards Miniature Railway                                                 | Barnards Farm                                                                                                   |
| Brighton-Hove                                             | Hove Park                                                             | 127                          | 0,61                |                      |                       |                          |                     | Hove Park Railway                                                          | |
| Colchester                                                | President Road                                                        | 89, 127 127, 184             | 0,32 0,39           | Acht Kreis           |                       |                          |                     |                                                                            | Colchester Society of Model Experimental Engineers                                                              |
| Colchester                                                | Bentley Country Park                                                  | 127, 184                     | 1,6                 | Acht                 | Akku, Dampf, Diesel   |                          |                     | Bentley Miniature Railway                                                  | Uckfield Model Railway Club,                                                                                    |
| Colchester                                                | Chappel & Wakes Colne railway station                                 | 184                          |                     |                      |                       |                          |                     | East Anglian Railway Museum                                                | |
| Rochford (Essex)                                          | Shopland Road                                                         | 260                          | 2,0                 |                      | Dampf                 |                          |                     | Sutton Hall Railway                                                        | Privat mit öffentlichen Tagen                                                                                   |
| Stortford                                                 |                                                                       | 184                          |                     |                      | Akku                  |                          |                     | Stortford Miniature Railway                                                | Privat mit öffentlichen Tagen,                                                                                  |
| Uttlesford-Wimbish                                        | Upper Green                                                           | 260                          |                     | komplex              | Dampf                 | 1980 (Sommer)            |                     | Wimbish Light Hall Railway                                                 | Privat mit öffentlichen Tagen,                                                                                  |
| Gloucestershire                                           |                                                                       |                              |                     |                      |                       |                          |                     |                                                                            | |
| Berkeley (Gloucestershire)                                | Berkeley Heath Farm, Cattle Country                                   | 260                          | 1,2                 | Strecke              | Dampf                 | 2005 (April)             |                     | Cattle Country Miniature Railway / Berkeley Light Railway                  | Cattle Country Park                                                                                             |
| Bristol                                                   | Ashton Court                                                          | 184                          |                     | Acht                 | Dampf                 |                          |                     | Ashton Court Railway                                                       | Bristol Society of Model and Experimental Engineers                                                             |
| Bristol                                                   |                                                                       | 89, 127, 184                 |                     |                      |                       |                          |                     |                                                                            | Bristol Society of Model and Experimental Engineers,                                                            |
| Bristol-Frampton Cotterell                                |                                                                       | 184                          |                     |                      |                       |                          |                     | Bridge House Light Railway                                                 | Privat mit öffentlichen Tagen                                                                                   |
| Bristol-Henbury                                           | Blaise Castle                                                         |                              |                     |                      |                       |                          |                     | Blaise Castle Miniature Railway                                            | |
| Coleford (Gloucestershire)                                | Old Goods Shed, GWR Museum                                            | 184                          | 0,09                | Kreis                |                       | 1988                     |                     | GWR Museum Miniature Railway                                               | M.Rees; |
| Coleford (Gloucestershire)                                | Perrygrove Road, Perrygrove Farm                                      | 381                          | 1,1                 | Strecke              | Dampf                 | 1996                     |                     | Perrygrove Railway                                                         | Treasure Train Ltd                                                                                              |
| Tockington                                                |                                                                       |                              | 0,8                 |                      |                       |                          |                     | Oldown Miniature Railway                                                   | |
| Hampshire                                                 |                                                                       |                              |                     |                      |                       |                          |                     |                                                                            | |
| Andover                                                   | 5,5 km südlich von Andover                                            | 89, 127 127, 184             | 0,26 0,4            |                      | Dampf                 |                          |                     |                                                                            | Andover and District Model Engineering Society,                                                                 |
| Basingstoke                                               | Viables Craft Centre                                                  | 89, 127                      | 0,22(A)             | Kreis                | Dampf                 |                          | 1980 (18. Mai)      |                                                                            | Basingstoke and District Model Engineering Society                                                              |
| Fordingbridge-South Gorley                                | Avon Valley Nurseries                                                 | 311                          |                     |                      | Dampf                 |                          |                     | Avon Valley Nurseries Railway                                              | |
| Brambridge                                                | Kiln Lane, Brambridge Park Garden Centre                              | 210                          | 0,27                | Ballon               | Dampf                 | 1977                     |                     | Bankside Miniature Railway                                                 | H.Merritt |
| Bursledon                                                 | Coal Park Lane, Bursledon Brickworks Industrial Museum'               | 184                          |                     |                      | Dampf                 |                          |                     |                                                                            | Bursledon Brickworks Trust                                                                                      |
| Eastleigh                                                 | Wide Lane, Lakeside Country Park                                      | 184, 260                     | 1,8                 | Kreis                | Dampf                 | 1992                     |                     | Eastleigh Lakeside Steam Railway                                           | zuerst Strecke, dann Ballon, Kreis (ab 2000), ab 1999 auch 260 mm                                               |
| Exbury                                                    | Exbury Gardens                                                        | 311                          | 2,0                 | Ballon               | Dampf                 | 2001                     |                     | Exbury Gardens Railway                                                     | Exbury Gardens                                                                                                  |
| Liphook                                                   | Iron Hill, Hollycombe Working Steam Museum                            | 89, 184                      | 0,36                | Kreis                | Dampf                 | 1982                     |                     | Hollycombe Miniature Railway                                               | Hollycombe Working Steam Museum                                                                                 |
| Winchester                                                | Colden Common, Marwell Zoological Park                                | 381                          | 0,81                | Acht                 |                       | 1987                     |                     | Marwell Zoo Railway                                                        | Marwell Preservation Trust                                                                                      |
| Ringwood-Ashley Heath                                     | Horton Road, Moors Valley Country Park                                | 184                          | 0,18                | komplex              | Dampf                 | 1986                     |                     | Moors Valley Railway                                                       | Narogauge Ltd                                                                                                   |
| Ower                                                      | Paultons Park                                                         | 381                          | 0,63                | Kreis                |                       | 2001                     |                     | Paultons Park Miniature Railway                                            | Paultons Park Ltd                                                                                               |
| Ropley                                                    | Paultons Park                                                         | 260                          |                     |                      |                       |                          |                     | Mid-Hants Railway                                                          | Mid-Hants Railway „Watercross line“                                                                             |
| South Gorley                                              | Avon Valley Nurseries                                                 | 184                          | 0,7                 | Kreis                | Dampf                 | 1991                     |                     | Cuckoo Hill Railway                                                        | G & K Dinnivan                                                                                                  |
| Southampton                                               | Netley, Royal Victoria Country Park                                   | 260                          | 1,6                 | Kreis                | Dampf, Diesel         |                          |                     | Royal Victoria Railway                                                     | P.Bowers |
| Southampton                                               | Bitterne Park                                                         | 184                          | 0,35                |                      |                       |                          |                     | Royal Victoria Railway                                                     | |
| Rowland’s Castle                                          | Stansted House                                                        | 184                          | 0,77                | komplex              |                       | 2005                     |                     | Stansted Park Light Railway                                                | G.Jago |
| Eastleigh                                                 | Kiln Lane, Brambridge Park Garden Centre                              | 210                          |                     |                      |                       |                          |                     |                                                                            | |
| Eastleigh                                                 | Wide Lane, Lakeside Country Park                                      | 184, 260                     |                     |                      | Dampf                 | 1992                     |                     | Eastleigh Lakeside Railway                                                 | Eastleigh Lakeside Railway                                                                                      |
| Herefordshire                                             |                                                                       |                              |                     |                      |                       |                          |                     |                                                                            | |
| Hereford                                                  | Broomy Hill                                                           | 89, 127                      | 0,14                |                      | Dampf                 | 1962 ?                   |                     | Broomy Hill Miniature Railway                                              | Hereford Society of Model Engineers                                                                             |
| Much Cowarne                                              |                                                                       | 184                          |                     |                      |                       |                          |                     | Capon Bridge Miniature Railway                                             | |
| Hertfordshire                                             |                                                                       |                              |                     |                      |                       |                          |                     |                                                                            | |
| Great Amwell (Hertfordshire)                              | Van Hage Garden Company                                               | 184                          | 0,54                | komplex              |                       | 1978 (Juli)              |                     | East Herts Miniature Railway                                               | East Herts Miniature Railway Society                                                                            |
| Broxbourne                                                | White Stubbs Lane, Paradise Wildlife Park                             | 260                          | 0,27                | Kreis                |                       | 1981                     |                     | Paradise Wildlife Park Woodland Railway                                    | Paradise Wildlife Park                                                                                          |
| Codicote                                                  | Hitchin Road, Vanstone Park Garden Centre                             | 260                          | 0,51                | Kreis                |                       | 1986                     |                     | Vanstone Woodland Railway                                                  | S.Magdin |
| Watford                                                   | Cassiobury Park                                                       | 260                          | 0,54                | komplex              | Benzin, Dampf         | 1959 (Ostern)            |                     | Watford Miniature Railway                                                  | J. Price |
| St Albans                                                 | Colney Heath-Tyttenhanger House                                       | 89, 127 64, 89, 127 127, 184 | 0,8                 |                      |                       |                          |                     | North London Society of Model Engineers                                    | |
| Knebworth                                                 | Knebworth Park - New Adventure Playground                             | 260                          | 1,1                 |                      | Benzin, Dampf, Diesel | 1991                     | 2012 (30. Sep.)     | Knebworth Park Miniature Railway                                           | 610 mm Bahn ab 1971 zum Adventure Playground                                                                    |
| Kent                                                      |                                                                       |                              |                     |                      |                       |                          |                     |                                                                            | |
| Biddenden                                                 |                                                                       | 260                          |                     |                      | Dampf                 |                          |                     | Birchley Miniature Railway                                                 | existent 11. Juni 1989, picasaweb.google.com (Memento vom 21. Mai 2016 im Internet Archive)                     |
| Fordwich                                                  | Brett Quarry                                                          | 89, 127, (184)               | 0,23                |                      | Dampf                 |                          |                     | Stour Valley Railway                                                       | Canterbury and District Model Engineering Society                                                               |
| Frinsted-Kingsdown (hamlet)                               | Torry Hill Park                                                       | 229                          |                     |                      |                       |                          |                     | Privat                                                                     | Torry Hill Miniature Railway                                                                                    |
| Faversham                                                 | Brogdale Road, Brogdale Farm                                          | 229                          | 0,45                | Strecke              | Dampf                 | 2001                     |                     | Faversham Miniature Railway                                                | Faversham Miniature Railway Society                                                                             |
| Gillingham                                                | Strand Leisure Park                                                   | 184                          | 0,364               |                      | Dampf                 | 1948                     |                     | Strand Miniature Railway                                                   | Medway Council; ursprünglich 229 mm                                                                             |
| Gravesend                                                 | Thong Lane                                                            | 89, 127                      | 0,367               | Oval                 | Dampf                 | 1979 ?                   |                     | Strand Miniature Railway                                                   | Gravesend Model Marine and Engineering Society                                                                  |
| Isle of Sheppey                                           | Leysdown-on-Sea                                                       | 229                          | 1,6                 |                      | Dampf                 | 1985                     | 1987                | Faversham Miniature Railway                                                | siehe |
| Maidstone                                                 | Mote Park                                                             | 64, 89, 127                  | 0,557               |                      |                       | 1950                     |                     | Mote Park Miniature Railway                                                | Maidstone Model Engineering Society; 1961 ohne 64 mm,                                                           |
| Medway Town-Gillingham                                    | Strand Leisure Park                                                   | 184                          | 0,36                | Kreis                |                       | 1948                     |                     | Strand Miniature Railway                                                   | |
| Saltwood                                                  |                                                                       | 184                          |                     |                      | Dampf                 | 1924                     | 1967                | Saltwood Miniature Railway                                                 | |
| Swanley                                                   | New Barn Lane, Swanley Park                                           | 184                          | 0,81                | Ballon               | Diesel, Dampf         | 1986                     |                     | Swanley New Barn Railway                                                   | Swanley New Barn Railway                                                                                        |
| Tonbridge                                                 | The Slade                                                             | 89, 127                      |                     |                      |                       |                          |                     |                                                                            | Tonbridge Model Engineering Society                                                                             |
| Lancashire                                                |                                                                       |                              |                     |                      |                       |                          |                     |                                                                            | |
| Blackpool                                                 | East Park Drive, Blackpool Zoo                                        | 381                          | 0,63                | Strecke              |                       | 1972                     |                     | Blackpool Zoo Miniature Railway                                            | Blackpool Zoo                                                                                                   |
| Blackpool                                                 | Pleasure Beach Blackpool                                              | 530                          |                     |                      | Diesel                | 1933                     |                     | Pleasure Beach Express                                                     | |
| Burnley                                                   | Townley Park                                                          | 184                          |                     | Kreis                |                       | 200_                     |                     | Burnley and Pendle Miniature Railway                                       | |
| Wigan-Haigh, Greater Manchester                           | Haigh Country Park                                                    | 381                          | 1,6                 | Kreis                |                       | 1986                     |                     | Haigh Railway                                                              | Wigan Metropolitan Borough Council                                                                              |
| Morecombe                                                 | Pleasure Park                                                         | 457                          | 0,43                | Ballon               |                       | 1953                     | 1981                | Morcombe Bay Miniature Railway                                             | zweite Bahn in den 1990ern, Park schloss 1999                                                                   |
| Morecombe                                                 | Bare, Marine Road East, Happy Mount Park                              | 260                          | 0,18                | Kreis                |                       | 1956                     |                     | Happy Mount Express                                                        | Mrs P.Woodhouse                                                                                                 |
| Lytham St Annes                                           | St Annes on Sea, Seafront                                             | 260                          | 0,63                | Kreis                | Diesel, Dampf         | 1973                     |                     | St. Anne’s Miniature Railway                                               | G.Leeming |
| Burscough                                                 | Red Cat Lane, Windmill Animal Farm                                    | 381                          | 1,2                 | Strecke              |                       | 1997                     |                     | Windmill Farm Railway                                                      | A.Moss |
| Warrington                                                |                                                                       | 184                          |                     |                      |                       | 1982                     | 1988                | Bents Miniature Railway                                                    | |
| Leyland (Lancashire)                                      | Vicarsfield Road, Worden Park                                         | 89, 127 184                  | 0,5(A) 1,0          | Kreis                | Dampf                 |                          |                     |                                                                            | Leyland Society of Model Engineers                                                                              |
| Kirkham                                                   | Maple tree nursery                                                    | 184                          |                     |                      |                       |                          |                     | Westby Miniature Railway                                                   | |
| Morecambe                                                 | Frontierland                                                          |                              |                     |                      |                       |                          |                     | Frontierland Railroad                                                      | |
| Yealand Redmayne                                          | „Steamtown“                                                           |                              |                     |                      |                       | 1979 ?                   | 1996                |                                                                            | Lancaster & Morecambe Model Engineering Society, Vorgängeranlage zur Tarn Lane,                                 |
| Yealand Redmayne                                          | Tarn Lane                                                             | 89, 127, 184                 | (A)                 |                      | Dampf                 |                          |                     |                                                                            | Lancaster & Morecambe Model Engineering Society                                                                 |
| Leicestershire                                            |                                                                       |                              |                     |                      |                       |                          |                     |                                                                            | |
| Leicester                                                 | Abbey Park                                                            | 64, 89, 127 127, 184         | 0,3 0,85            | Kreis komplex        | Dampf                 | 1951-06-23 1989 (August) |                     |                                                                            | Leicester Society of Model Engineers auch 32 mm (1,25″) am Anfang,                                              |
| Melton Mowbray                                            | Leicester Road, Wilton Park                                           | 260                          | 0,45                | Kreis                |                       | 1975                     |                     | Melton Mowbray Miniature Railway                                           | Melton Mowbray Town Estate                                                                                      |
| Melton Mowbray                                            | Melton Spinney Road, Twinlakes Park                                   | 381                          | 1,0                 | Ballon               |                       | 2008                     |                     | Twinlakes Park Railway                                                     | Twinlakes Park                                                                                                  |
| Stapleford                                                | Stapleford Park, The Old Forge Yard                                   | 260                          | 3,2                 | Ballon               | Dampf                 | 1958-Mai                 |                     | Stapleford Miniature Railway                                               | Friends of the Stapleford Miniature Railway                                                                     |
| Lincolnshire                                              |                                                                       |                              |                     |                      |                       |                          |                     |                                                                            | |
| Belton (Lincolnshire)                                     | Belton House                                                          | 184                          |                     | komplex              |                       |                          |                     | Stockholes Farm Miniature Railway                                          | 2002, 2010 existent,                                                                                            |
| bei Grantham, Belton (Lincolnshire)                       | Belton House                                                          | 184                          | 0,45                | Strecke              |                       | 1979                     |                     | Belton Light Railway, Belton House Miniature Railway                       | The National Trust                                                                                              |
| Cleethorpes                                               | Kings Road, Lakeside Station                                          | 381                          | 3,2                 | Strecke              |                       | 1971                     |                     | Cleethorpes Coast Light Railway                                            | Cleethorpes Coast Light Railway; 1971 mit 369 mm (14 ½ inch) eröffnet, umgespurt auf 381 mm,                    |
| Crowland                                                  | Postland Road, Wyevale Garden Centre                                  | 184                          | 0,18                | Strecke              |                       |                          |                     | Crowland Miniature Railway                                                 | D.Oswald |
| Mablethorpe                                               | Queens Park                                                           | 184                          | 0,18                | Kreis                |                       | 1968                     |                     | Mablethorpe Miniature Railway (Queens Park Miniature Railway, Mablethorpe) | A. Smith |
| North Scarle                                              | Swinderby Road, North Scarle Playing Field                            | 127, 184                     |                     |                      | Dampf                 |                          |                     | North Scarle Miniature Railway                                             | existent 2002,                                                                                                  |
| Sleaford                                                  | Kirkby Green, Main Street                                             | 260                          |                     |                      | Dampf                 |                          |                     | Kirkby Green Light Railway                                                 | Privat mit öffentlichen Tagen,                                                                                  |
| Stickney, Lincolnshire                                    | Main Road                                                             | 127 184                      | (A)                 |                      | Dampf                 | 2005 ?                   |                     | Evergreens Miniature Railway                                               | |
| Waltham, Lincolnshire                                     | Brigsley Road, Waltham Windmill                                       | 89, 127, 184                 |                     | Kreis                | Dampf                 |                          |                     |                                                                            | Grimsby and Cleethorpes Model Engineering Society; privat mit einigen Tagen der offnen Tür,                     |
| Greater Manchester                                        |                                                                       |                              |                     |                      |                       |                          |                     |                                                                            | |
| Marple (Greater Manchester)                               | Dooley Lane, Marple Garden Centre                                     | 184                          | 0,8                 |                      | Benzin, Dampf         | 1999                     |                     | Dragon Miniature Railway                                                   | |
| Rochdale                                                  | Bolton Road A 58, Springfield Park,                                   | 89, 127, 184                 | 0,604               | Acht                 | Dampf                 | 1960                     |                     |                                                                            | Rochdale Society of Model and Experimental Engineers                                                            |
| Merseyside                                                |                                                                       |                              |                     |                      |                       |                          |                     |                                                                            | |
| Croxteth                                                  | Croxteth Country Park                                                 | 184                          | 0,310               |                      |                       | 1981                     |                     | Croxteth Park Miniature Railway                                            | J.James |
| Knowsley-Prescot                                          | K nowsley Safari Park                                                 | 381                          | 0,72                | Acht                 |                       | 1971                     |                     | Knowsley Safari Park Railway                                               | The Earl of Derby                                                                                               |
| Sefton (Merseyside)                                       | Southport, Marine Lake                                                | 381                          | 0,72                | Strecke              |                       | 1911                     |                     | Lakeside Miniature Railway                                                 | D.Clark and G.Leeming                                                                                           |
| Middlesex                                                 |                                                                       |                              |                     |                      |                       |                          |                     |                                                                            | |
| Ruislip                                                   | Field End Road, Roxbourne Park                                        | 127                          |                     |                      | Dampf                 | 1939                     |                     |                                                                            | |
| Norfolk                                                   |                                                                       |                              |                     |                      |                       |                          |                     |                                                                            | |
| Ashmanhaugh                                               |                                                                       | 184                          |                     |                      | Akku, Dampf           | 2003 (9. Aug.)           |                     | Ashmanhaugh Light Railway                                                  | |
| Bressingham                                               | Thetford Road, Bressingham Steam Experience                           | 260                          | 0,62                | Ballon               | Dampf                 | 1995                     |                     | Bressingham Garden Railway                                                 | Bressingham Steam Museum; eröffnet 1964 mit 241 mm, auch 381 und 610 mm ,                                       |
| Bressingham Diss                                          | Low Road, Bressingham Steam                                           | 381                          | 3,4                 | Kreis                |                       | 1973                     |                     | Waveney Valley Railway                                                     | Bressingham Steam Preservation Company                                                                          |
| Aylsham                                                   | Norwich Road, Aylsham Station                                         | 381                          | 14,3                | Strecke              |                       | 1990                     |                     | Bure Valley Railway                                                        | Bure Valley Railway                                                                                             |
| Fritton Lake                                              | Fritton Lake Countryworld                                             | 260                          |                     |                      |                       | 1996                     | 2004                | Fritton Lake Railway                                                       | |
| King’s Lynn                                               | Greenpark Avenue, Lynnsport & Leisure Park                            | 89, 127, 184                 | 0,191               | Kreis                | Dampf                 | 1970er                   |                     | King’s Lynn Miniature Railway                                              | King’s Lynn and District Society of Model Engineers; existent 2008,                                             |
| King’s Lynn                                               | Pentney Park                                                          | 184                          |                     |                      |                       |                          |                     | Pentney Park Railway                                                       | existent 2012                                                                                                   |
| Norwich                                                   | Eaton Park                                                            | 89, 127 (A) 127, 184         | 0,97                |                      |                       | 1960 Mai                 |                     | Eaton Park Miniature Railway                                               | |
| Reedham (Norfolk)                                         | Church Road, Pettitts Animal Adventure Park                           | 260                          | 0,45                | Kreis                |                       | 1989                     |                     | Pettitts Animal Adventure Park Miniature Railway                           | Pettitts |
| Snettisham                                                |                                                                       | 184                          |                     |                      |                       |                          |                     | Norton Hill Light Railway                                                  | existent 2011, 2012                                                                                             |
| Wells-next-the-Sea                                        |                                                                       | 260                          | 6,4                 | Strecke              | Dampf, Diesel         | 1982                     |                     | Wells and Walsingham Light Railway                                         | R & M.Francis                                                                                                   |
| Wells-next-the-Sea                                        | Beach Road, Pinewoods                                                 | 260                          | 1,1                 | Strecke              | Dampf                 | 1976 (Juli)              |                     | Wells Harbour Railway                                                      | G + A.Brecknell                                                                                                 |
| Wroxham                                                   | Hartwell Road                                                         | 89 184                       |                     |                      | Dampf                 | 1963 1979                |                     | Barton House Railway (89 mm); Riverside Railway (184)                      | |
| King’s Lynn                                               | Pentney                                                               | 184                          | 1,6                 |                      |                       |                          |                     | Pentney Park Railway                                                       | |
| Northamptonshire                                          |                                                                       |                              |                     |                      |                       |                          |                     |                                                                            | |
| Northampton                                               | Lower Delapre Park                                                    | 89, 127, 184                 | 0,8                 |                      |                       | 1967                     |                     | Northampton Society of Model Engineers                                     | teilweise aufgeständert,                                                                                        |
| Blakesley (England)                                       | Bahnhof Blakesley - Elektrizitätswerk                                 | 381                          | 0,8                 |                      | Dampf, Benzol         | 1903                     | 1946                | Blakesley Miniature Railway                                                | |
| Northumberland                                            |                                                                       |                              |                     |                      |                       |                          |                     |                                                                            | |
| Cornhill on Tweed-Heatherslaw                             | Ford Forge                                                            | 381                          | 3,2                 | Strecke              | Dampf                 | 1989                     |                     | Heatherslaw Light Railway                                                  | Heathershaw Light Railway                                                                                       |
| Nottinghamshire                                           |                                                                       |                              |                     |                      |                       |                          |                     |                                                                            | |
| bei Mansfield (Nottinghamshire), Edwinstowe               | Gorsethorpe Road                                                      | 381                          | 0,72                | Strecke              | Dampf                 | 2000                     |                     | Sherwood Forest Railway                                                    | Colley’s of Sherwood                                                                                            |
| Farnsfield                                                | White Post Corner, Wheelgate Adventure Park                           | 184                          | 0,36                | Ballon               | Dampf                 | 1996                     |                     | Wheelgate Park Railway                                                     | Wheelgate Park                                                                                                  |
| Ollerton                                                  | Boughton Pumping Station                                              | 184                          |                     |                      |                       | 2005 ?                   | 2009                |                                                                            | Tom Wood |
| Papplewick                                                | Papplewick Pumping Station                                            | 184                          |                     |                      |                       |                          |                     |                                                                            | |
| Ruddington                                                | The Great Central Railway                                             | 89, 127, 184                 | 1,6                 |                      |                       |                          |                     |                                                                            | Nottingham Society of Model and Experimental Engineers,                                                         |
| Oxfordshire                                               |                                                                       |                              |                     |                      |                       |                          |                     |                                                                            | |
| Woodstock (Oxfordshire)                                   | Blenheim Palace                                                       | 381                          | 0,91                | Strecke              |                       | 1975                     |                     | Blenheim Park Railway                                                      | Blenheim Estate                                                                                                 |
| Chilton                                                   | Newbury Road, Wyevale Garden Centre                                   | 184, 260                     |                     |                      |                       |                          |                     | Mortocombe Railway                                                         | |
| Oxford                                                    | Cutteslowe Park                                                       | 89, 127 127, 184             | 0,355(A) 0,232      |                      | Dampf                 | 1961                     |                     | Cutteslowe Park Miniature Railway                                          | City of Oxford Society of Model Engineers                                                                       |
| Shropshire                                                |                                                                       |                              |                     |                      |                       |                          |                     |                                                                            | |
| Hilton, Shropshire                                        |                                                                       | 184                          |                     |                      |                       |                          |                     | Hilton Valley Railway                                                      | Ben & Susan Evans                                                                                               |
| Weston-under-Lizard                                       | Salthouse Fields                                                      | 184                          | 1,6                 |                      |                       | 1980er                   | 2012 (16. Sep.)     | Weston Park Railway                                                        | B.Whalley |
| bei Shifnal, Weston-under-Lizard                          | Weston Park                                                           | 184                          | 1,1                 | Acht                 |                       | 1980                     |                     | Weston Park Railway                                                        | , !!! Westen u K ist Stafford                                                                                   |
| Woodseaves                                                | Sydnall Lane Nursery                                                  | 184                          | 0,36                | Kreis                | Dampf Diesel          | 2004                     |                     | Woodseaves Miniature Railway                                               | B.Haywood |
| Telford-Horsehay                                          | Bridge Road, The Old Loco Shed                                        | 127                          |                     |                      |                       |                          |                     | Telford Steam Railway                                                      | auch 610 um 1435 mm                                                                                             |
| West Felton                                               |                                                                       | 184                          |                     |                      |                       |                          |                     | Great Tedsmore Railway                                                     | |
| Somersetshire                                             |                                                                       |                              |                     |                      |                       |                          |                     |                                                                            | |
| Brean                                                     | Brean Leisure Park                                                    | 184                          |                     |                      |                       |                          |                     |                                                                            | |
| Cricket St Thomas                                         | Cricket St Thomas Lakes & Gardens                                     | 381                          | 0,72                | Strecke              |                       | 1975/85                  |                     | Cricket St Thomas Railway                                                  | Warner Holidays                                                                                                 |
| Chard                                                     |                                                                       |                              |                     |                      |                       |                          |                     | Crinkley Bottom Railway                                                    | |
| Clutton, Somerset                                         |                                                                       | 184                          | 0,45                |                      | Dampf, Benzin         | 1984                     | 2011                | Hunters Rest Miniature Railway                                             | |
| Clevedon                                                  | Salthouse Fields                                                      | 184                          | 0,8                 |                      | Dampf                 |                          |                     | Clevedon Fields Miniature Railway                                          | |
| Isle Abbots                                               |                                                                       | 241                          |                     |                      |                       |                          |                     |                                                                            | |
| Keynsham                                                  | Pixash Lane, Avon Valley Country Park                                 | 127                          | 1,21                |                      | Dampf, Diesel         | 1999 (Mai)               |                     | Strawberry Line Miniature Railway                                          | |
| Rode, Somerset                                            | Rode Tropical Bird Gardens                                            | 184                          | 0,69                |                      |                       |                          | 2001                | Rode Miniature Railway                                                     | |
| Shepton Mallet                                            | Royal Bath & West Showground                                          | 89, 127, 184                 | 0,8                 |                      | Dampf                 | 2002 ?                   |                     | Bath and West Railway                                                      | East Somerset Society of Model & Experimental Engineers                                                         |
| Taunton                                                   | Vivary Park, Creech St Michael                                        | 89, 127 127, 184             |                     |                      | Dampf                 |                          |                     | Vivary Park Railway                                                        | Taunton Model Engineers                                                                                         |
| Weston-super-Mare                                         |                                                                       | 184                          |                     |                      | Dampf                 |                          |                     | Weston Park Miniature Railway                                              | |
| Staffordshire                                             |                                                                       |                              |                     |                      |                       |                          |                     |                                                                            | |
| Eccleshall                                                | Stone Road, Bridge Farm, Fletchers Garden & Leisure Centre            | 184                          | 0,45                | Kreis                |                       | 1983                     |                     | Hilcote Valley Railway                                                     | R.Greatrex |
| Cannock-Shareshill                                        | Warstone Rpad, Hollybush Garden Centre                                | 184                          | 0,86                | Kreis                |                       | 1996                     |                     | Hollybush Miniature Railway                                                | |
| Gospel End                                                | Baggeridge Country Park                                               | 184                          | 0,86                | Kreis                |                       | 1996                     |                     | Hollybush Miniature Railway                                                | B.Whalley |
| Kinver                                                    | Baggeridge Country Park                                               | 89, 127, 184                 | 0,66                | komplex              |                       |                          |                     |                                                                            | Kinver and West Midlands Society od Model Engineers                                                             |
| Lichfield                                                 | Little Hay                                                            | 64, 89, 127, 184             | 0,140 0,85          | Kreis                |                       |                          |                     | Little Hay Miniature Railway                                               | Sutton Coldfield Model Engineering Society,                                                                     |
| Stafford-Hopton                                           | Weston Road, Stafford Show Ground                                     | 184                          |                     |                      | Dampf                 |                          |                     |                                                                            | existent 2002, 2012                                                                                             |
| Stoke-on-Trent-Trentham, Staffordshire                    | Stone Road, Trentham Estate                                           | 184                          |                     |                      |                       |                          |                     | Trentham Miniature Railway                                                 | Trentham Estate                                                                                                 |
| Stoke-on-Trent                                            | Bucknall Park, Finney Gardens                                         | 184                          | 1,2                 |                      | Akku, Diesel          | 2000 ?                   |                     | Finney Gardens Railway                                                     | |
| bei Leek, Staffordshire Rudyard                           | Rudyard Station                                                       | 260                          | 2,4                 | Strecke              | Dampf                 | 1978 1985                | 1980                | Rudyard Lake Steam Railway                                                 | M.Hanson |
| Tamworth                                                  | Drayton Manor Theme Park                                              | 260                          |                     | Kreis                |                       | 1971                     |                     | Polperro Express Railway                                                   | |
| Wolverhampton-Shareshill                                  | Warstone Road, Hollybush Garden Centre                                | 184                          | 0,53                |                      |                       | 1996                     |                     | Leisurerail Steam Railway                                                  | |
| Suffolk                                                   |                                                                       |                              |                     |                      |                       |                          |                     |                                                                            | |
| bei Lowestoft, Corton (Suffolk)                           | Pleasurewood Hills Theme Park                                         | 184                          | 1,2                 | Kreis                |                       | 1982                     |                     | Pleasurewood Hills Miniature Railway                                       | Pleasureworld Ltd                                                                                               |
| bei Lowestoft, Somerleyton                                | Somerleyton Hall                                                      | 184                          |                     |                      |                       |                          |                     |                                                                            | |
| Felixstowe                                                | Sea Road                                                              | 184                          |                     |                      | Dampf                 | 1962 ?                   |                     | Felixstowe Miniature Railway                                               | |
| Norton (Suffolk)                                          | Slow Lane                                                             | 184                          |                     |                      | Dampf                 | 2007 (27. Mai)           | 2013 iB             | Little Orchard Railway                                                     | |
| Stowupland                                                |                                                                       | 184                          |                     |                      |                       |                          |                     | Willow Wood Railway                                                        | |
| Surrey                                                    |                                                                       |                              |                     |                      |                       |                          |                     |                                                                            | |
| Chertsey (Surrey)                                         | Hardwick Lane                                                         | 184                          | 1,82                | komplex              | Dampf                 | 1968 (14. Sep.)          |                     | Great Cockcrow Railway                                                     | Ian Allan Miniature Railway Supplies Ltd                                                                        |
| East Horsley                                              |                                                                       | 260                          |                     |                      |                       |                          |                     | Green Dene Railway                                                         | |
| Frimley Green, Mytchett                                   | Frimley Lodge Park                                                    | 89, 127, 184                 | 1,0                 |                      | Dampf                 | 1990                     |                     | Frimley Lodge Park Railway                                                 | |
| Guildford                                                 | London Road                                                           | 89, 127 184                  | 0,428(A) 0,302      |                      | Dampf                 |                          |                     | Guildford Model Engineering Society                                        | ebenso weitere kurze aufgeständerte 64, 89, 127 mm Strecke vorhanden                                            |
| Leatherhead                                               | Mill Lane                                                             | 127, 184                     | 0,32                | komplex              | Dampf                 |                          |                     | Leatherhead Miniature Railway                                              | Surrey Society of Model Engineers, existent 2012,                                                               |
| Merstham                                                  |                                                                       | 184                          |                     |                      | Dampf                 | 1989 ?                   | 2009 ?              | Merstham Valley Railway                                                    | |
| Horley                                                    | Horne                                                                 | 311                          |                     |                      |                       |                          |                     | Newchapel Railway                                                          | |
| New Malden                                                | Beverley Park                                                         |                              | 0,12                |                      | Dampf                 | 1942                     | 19??                | Beverley Park Miniature Railway                                            | Malden and District Society of Model Engineers,                                                                 |
| Thames Ditton                                             | Claygate Lane                                                         | 89, 127                      |                     |                      | Dampf                 | 1950                     | 1968                | Malden Miniature Railway                                                   | Malden and District Society of Model Engineers, 1. Anlage,                                                      |
| Thames Ditton                                             | Claygate Lane                                                         | 89, 127, 184 184             | 0,494               | Kreis                | Dampf, Diesel         | 1971 (26. Dez.)          |                     | Malden Miniature Railway                                                   | Malden and District Society of Model Engineers, 2. Anlage, hat Wagen für Rollstuhlfahrer,                       |
| Woking                                                    |                                                                       | 184                          |                     |                      |                       |                          |                     | Woking Grange Miniature Railway                                            | Woking Miniature Railway Society                                                                                |
| Woking-Knaphill                                           | Barrs Lane, Mizens Railway                                            | 184                          | 1,5                 |                      | Akku, Benzin, Dampf   | 2002 (Mai)               |                     | Woking Miniature Railway Society                                           | |
|                                                           | privat                                                                | 184                          |                     |                      |                       |                          |                     | Spinney Light Railway                                                      | |
| Tyne & Wear                                               |                                                                       |                              |                     |                      |                       |                          |                     |                                                                            | |
| South Tyneside-South Shields                              | South Marine Park                                                     | 241                          | 0,52                | Kreis                | Dampf                 |                          |                     | Lakeshore Railroad                                                         | M.Henderson; alter Name: Ocean Park Railroad ,                                                                  |
| Sunderland (Tyne and Wear)-Roker                          | Roker Park                                                            | 184                          |                     |                      |                       |                          |                     | Roker Park Miniature Railway                                               | |
| Newcastle upon Tyne                                       | Exhibition Park                                                       | 89, 127 127, 184             | 0,21(A) 0,21        | Kreis                | Dampf                 |                          |                     |                                                                            | Tyneside Society of Model & Experimental Engineers                                                              |
| Warwickshire                                              |                                                                       |                              |                     |                      |                       |                          |                     |                                                                            | |
| Alcester                                                  | Hilliers Garden Centre                                                | 184                          |                     |                      |                       |                          |                     |                                                                            | |
| Atherstone                                                | Twycross Zoo                                                          | 260                          | 0,59                | Kreis                |                       | 1969                     |                     | Twycross Zoo Miniature Railway                                             | Twycross Zoo; eröffnet als 184 mm, ab 1974 als 305 mm und ab 1982 als 260 mm Bahn,                              |
| Hampton-in-Arden                                          | Orchard Line                                                          | 184                          |                     |                      |                       |                          |                     |                                                                            | |
| Rugby                                                     | Onley Lane                                                            | 64, 89, 127 127              | 0,35(A) 1,0         | komplex              | Dampf                 |                          |                     | Rainsbrook Valley Miniature Railway                                        | Rugby Model Engineering                                                                                         |
| Ryton-on-Dunsmore                                         | Leamington Road, Ryton Pools Country Park                             | 89, 127                      | 0,61                |                      | Dampf                 | 1998                     |                     | Ryton Pools Miniature Railway                                              | Coventry Model Engineering Society, vor 1998 at Stoneleigh Abbey                                                |
| Stoneleigh (Warwickshire)                                 | Royal Agricultural Showground                                         | 184                          |                     |                      |                       | 1972                     | 2005                | Echills Wood Railway                                                       | |
| Sutton Coldfield                                          | Bodymoor Heath Road, Kingsbury Water Park                             | 184                          | 2,0                 |                      |                       | 2006                     |                     | Echills Wood Railway                                                       | |
| Warwick                                                   |                                                                       | 311                          | 0,8                 |                      | Dampf                 | 1995 ?                   | 2003                | Ashorne Hall Railway                                                       | |
| West Midlands (Metropolitan County)                       |                                                                       |                              |                     |                      |                       |                          |                     |                                                                            | |
| Solihull-Hockley Heath                                    | Illshaw Heath Road                                                    | 89, 127 127, 184             | 0,32(A) 0,339       | Kreis                | Dampf                 | 1990                     |                     | Birmingham Society of Model Engineers                                      | |
| Dudley-Halesowen                                          | Mucklow Hill, Leasowes Park                                           | 184                          | 0,23                | Strecke              | Dampf                 | 1990                     |                     | Leasowes Miniature Railway                                                 | M.Male |
| Bewdley                                                   | Spring Grove, West Midland Safari Park                                | 381                          | 0,63                | Strecke              |                       | 1979                     |                     | West Midland Safari Park Railway                                           | West Midland Safari and Leisure Park                                                                            |
| Coventry                                                  | Allard Way, Copsewood Sports Ground                                   | 127, 184                     |                     |                      | Dampf                 |                          |                     | GEC Miniature Railway                                                      | auch 89 mm |
| East Sussex                                               |                                                                       |                              |                     |                      |                       |                          |                     |                                                                            | |
| Crowborough                                               | Eridge Road                                                           | 89, 127                      |                     |                      | Dampf                 | 2005                     |                     | Crowborough Miniature Railway                                              | |
| Eastbourne                                                | Lottbridge Drove                                                      | 184                          | 0,81                | Kreis                | Dampf                 | 1992                     |                     | Eastbourne Miniature Steam Railway                                         | M and R.Wadey                                                                                                   |
| Hartfield                                                 | Bolebroke Castle                                                      | 184                          | 4,0                 |                      |                       |                          | 2011 ?              | Bolebroke Castle and Lakes Railway                                         | |
| Hastings                                                  | Alexandra Park                                                        | 184                          |                     |                      |                       |                          |                     | Alexandra Park Miniature Railway                                           | |
| Hastings                                                  | Old Town, Rock-a-Nore Road                                            | 260                          | 0,54                | Strecke              | Dampf, Diesel         | 1948                     |                     | Hastings Miniature Railway                                                 | D.Radcliffe |
| Lewes-Halland, East Sussex                                | Bentley Wildfowl & Motor Museum                                       | 89, 127, 184                 | 0,772               | Acht                 | Akku, Dampf           | 1985                     |                     | Bentley Miniature Railway                                                  | 89 mm bis maximal 1995,                                                                                         |
| Newhaven                                                  | Avis Road, Paradise Park                                              | 184                          | 0,27                | Kreis                | Dampf                 |                          |                     | Newhaven Miniature Railway                                                 | Paradise Park                                                                                                   |
| Uckfield                                                  |                                                                       | 127, 184                     |                     |                      | Dampf                 | 2003 ?                   |                     | Uckfield Model Railway Club                                                | |
| West Sussex                                               |                                                                       |                              |                     |                      |                       |                          |                     |                                                                            | |
| Billingshurst                                             | Ingfield Manor School                                                 | 260                          | 1,2                 |                      | Dampf                 |                          |                     | Ingfield Light Railway                                                     | |
| Bognor Regis                                              | Hotham Park                                                           | 311                          | 0,81                | Kreis                |                       | 1969                     |                     | Hotham Park Railway                                                        | CTS Narrow Gauge Railways LLP                                                                                   |
| Chichester                                                | Blackberry Lane                                                       | 89. 127 184, 260             | 0,18(A) 0,22        |                      | Dampf                 |                          |                     |                                                                            | Chichester and District Society of Model Engineers; weitere aufgeständerte Strecke für Spur 1 und 0,            |
| Haywards Heath                                            | Bolnore Road, Beech Hurst Recreation Gardens                          | 89, 127                      | 0,75(A)             | Kreis                | Dampf                 | 1951                     |                     | Beech Hurst Park Miniature Railway                                         | |
| Littlehampton                                             | Mewsbrook Park                                                        | 311                          | 0,72                | Strecke              | Dampf                 | 1948                     |                     | Littlehampton Miniature Railway                                            | TIR Ltd |
| Pulborough                                                | Stopham Road                                                          | 260                          | 1,0                 | Kreis                | Dampf, Diesel         | 1984                     |                     | South Downs Light Railway                                                  | South Downs Light Railway Society; bis 1999 mit 184 mm, existent ab etwa 1970                                   |
| Worthing                                                  | Western Road, Brooklands Pleasure Park                                | 260                          | 0,91                | Kreis                |                       | 1965                     |                     | Brooklands Miniature Railway                                               | K.McCluskey; 1965 als 241 mm Bahn eröffnet (Strecke),                                                           |
| North Yorkshire                                           |                                                                       |                              |                     |                      |                       |                          |                     |                                                                            | |
| Stockton-on-Tees-Eaglescliffe                             | Preston Park                                                          | 89, 127 127, 184             | (A) 0,33            |                      | Dampf                 | 1996                     |                     | Teesside Small Gauge Railway                                               | |
| Gilling East                                              | Potter Gate, The Old School                                           | 89, 127, 184                 | 0,36                | Kreis                | Dampf                 |                          |                     |                                                                            | Ryedale Society of Model Engineers                                                                              |
| Skipton                                                   | Bolton Abbey                                                          | 184                          | 0,11                | Strecke              |                       | 2005                     |                     | Hambleton Valley Miniature Railway                                         | Embsay and Bolton Abbey Steam Railway                                                                           |
| Hunmanby                                                  | Orchard Farm Holiday Village                                          | 260                          | 0,54                | Kreis                |                       | 1995                     |                     | Orchard Farm Lakeside Railway                                              | Mr Dugdale |
| Kirby Misperton                                           |                                                                       | 381                          | 0,36                | Kreis                | Dampf                 |                          |                     | Ryedale Society of Model Engineers                                         | |
| Malton (England)                                          | Wintringham                                                           | 184                          | 0,5                 | Ballon               | Benzin, Dampf         | 2005                     |                     | Wolds Way Lavender Narrow Gauge Railway                                    | Wolds Way Lavender                                                                                              |
| Malton (England)                                          | Flamingoland Theme Park and Zoo                                       | 260 / 381                    |                     |                      |                       |                          |                     | Flamingoland Miniature Railway                                             | |
| Ripon-North Stainley                                      | Lightwater Valley                                                     | 381                          | 1,180               | Kreis                |                       | 1979                     |                     | Lightwater Valley Miniature Railway                                        | Lightwater Leisure Ltd                                                                                          |
| Ripon                                                     | Newby Hall                                                            | 260                          | 0,91                | Acht                 |                       | 1971                     |                     | Newby Hall Miniature Railway                                               | Newby Hall |
| bei Whitby, Ruswarp                                       | The Carrs                                                             | 184                          | 0,63                | Kreis                | Dampf                 | 1990                     |                     | Ruswarp Miniature Railway / Chainbridge Miniature Railway                  | |
| Saltburn-by-the-Sea                                       | Valley Garden, Saltburn Bank                                          | 381                          | 0,8                 | Strecke              |                       | 1947                     |                     | Saltburn Miniature Railway                                                 | Saltburn Miniature Railway Association                                                                          |
| Sand Hutton                                               | Estate of Sir Robert Walker, the Fourth Baronet                       | 381                          | 1,942               |                      |                       | 1912                     | 1922                | Sand Hutton Miniature Railway                                              | |
| Sand Hutton                                               | Estate of Sir Robert Walker, the Fourth Baronet                       | 457                          | 8,4                 |                      |                       | 1922                     | 1932                | Sand Hutton Miniature Railway                                              | |
| Scarborough                                               | Burniston Road                                                        | 508                          | 1,2                 | Strecke              |                       | 1931                     |                     | North Bay Railway                                                          | North Bay Railway Company                                                                                       |
| York                                                      | Leeman Road, National Railway Museum                                  | 184                          | 0,13                | Dampf                |                       | 1996                     |                     | South Garden Miniature Railway                                             | National Railway Museum                                                                                         |
| York                                                      | Stockton Lane                                                         |                              |                     | Kreis                |                       | 1947                     | 1947                |                                                                            | York City and District Society of Model Engineers, 1. Anlage, niemals in Betrieb gegangen,                      |
| York                                                      | Bishopthorpe                                                          |                              | (A)                 | Kreis                | Dampf ?               | 1949                     | 1966                |                                                                            | York City and District Society of Model Engineers, 2. Anlage                                                    |
| York                                                      | Bishopthorpe ?                                                        |                              | (A)                 | Kreis                | Dampf ?               | 1967                     | 1986                |                                                                            | York City and District Society of Model Engineers, 3. Anlage                                                    |
| York                                                      | North Lane, The Pastures                                              | 64, 89, 127 127, 184         | 0,32 0,48           | Kreis                | Dampf                 |                          |                     |                                                                            | York City and District Society of Model Engineers, 4. Anlage, Gartenbahn und tragbare Gleise                    |
| York-Dringhouses                                          | Hob Moor                                                              | 184                          |                     |                      |                       |                          |                     |                                                                            | |
| South Yorkshire                                           |                                                                       |                              |                     |                      |                       |                          |                     |                                                                            | |
| Doncaster                                                 | Doncaster Plant Works                                                 | 127, 184                     | 0,27                |                      |                       | 1978                     | 1984                |                                                                            | Doncaster Model Engineering Society, Vorgängerbahn der Thorne Memorial Park Miniature Railway                   |
| Doncaster-Thorne                                          | Thorne Memorial Park                                                  | 127, 184                     | 0,6                 | Kreis                | Akku, Benzin, Dampf   | 1990                     |                     | Thorne Memorial Park Miniature Railway                                     | Doncaster and District Model Engineering Society,                                                               |
| Doncaster-Sandtoft                                        | Sandtoft Transport Centre                                             | 127                          | 0,4                 | Kreis                | Dampf                 | 1983-05-30               | 2000 (Mai)          | Sandtoft Miniature Railway                                                 | |
| Rotherham-Rawmarsh                                        | Rosehill (Victoria) Park                                              | 89, 127, 184                 | (A)                 |                      | Dampf                 |                          |                     | Rotherham & District Model Engineers Society                               | auch tragbare 184 mm Anlage                                                                                     |
| Sheffield-Thurgoland                                      |                                                                       | 127, 184                     | 0,5                 |                      | Dampf                 |                          |                     | Wortley Top Forge Engineers                                                | existent 2008                                                                                                   |
| Sheffield                                                 |                                                                       |                              |                     |                      |                       | 1920                     | 1924                |                                                                            | Vorgängerbahn der Saltwood Miniature Railway, wurde nach Saltwood verlegt                                       |
| Sheffield-Dore (South Yorkshire)                          | Abbeydale Road South, Opposite 283                                    | 127, 184                     |                     | Dampf                |                       |                          |                     | Abbeydale Miniature Railway                                                | |
| Sheffield, Totley Rise                                    | Grove Road                                                            | 184                          |                     |                      | Dampf                 | 1910 ?                   |                     | Brook House Miniature Railway                                              | |
| Sheffield                                                 | Abbeydale Road South                                                  | 89, 127, 184                 |                     |                      | Dampf                 |                          |                     |                                                                            | |
| Stocksbridge                                              | Wortley Forge                                                         | 127, 184                     | 0,8                 | Dampf                |                       |                          |                     | Wortley Top Forge Miniature Railway                                        | Wortley Top Forge Model Engineers,                                                                              |
| West Yorkshire                                            |                                                                       |                              |                     |                      |                       |                          |                     |                                                                            | |
| Brighouse                                                 | Cawcliffe Road, Ravenspings Park                                      | 89, 127, 184                 |                     |                      | Dampf                 | 1948 ?                   |                     | Ravensprings Miniature Steam Railway                                       | Brighouse and Halifax Model Engineers,                                                                          |
| Calderdale-Halifax                                        | Listers Road, Shibden Park                                            | 260                          | 1,2                 | Kreis                | Dampf, Diesel         | 1983                     |                     | Shibden Miniature Railway                                                  | R.Trout |
| bei Huddersfield Clayton West                             | Park Mill Way                                                         | 381                          | 6,4                 | Strecke              | Dampf                 | 1991                     |                     | Kirklees Light Railway                                                     | Kirklees Light Railway Co; auch 184 ?                                                                           |
| Cleckheaton                                               | Royds Park                                                            | 64,89,127,184 127, 184       | (A)                 |                      |                       | 1978 ?                   |                     | Spenborough Model & Experimental Engineers                                 | |
| Featherstone                                              | Ackworth Road, Purston Park                                           | 184                          |                     |                      |                       |                          |                     | Purston Park Miniature Railway                                             | |
| Garforth                                                  |                                                                       | 260                          |                     |                      |                       |                          |                     | Lions Mane Line Miniature Railway                                          | |
| Hebden Bridge                                             | Walkley’s Canalside Mill                                              | 260                          |                     |                      |                       |                          |                     |                                                                            | |
| Highfields (West Yorkshire)                               |                                                                       | 89, 127, 184                 | 0,13(A)             |                      |                       |                          |                     |                                                                            | Huddersfield Society of Model Engineers,                                                                        |
| Huddersfield, Marsh, West Yorkshire                       | Park Drive, Greenhead Park                                            | 127, 184                     | 0,55                |                      |                       |                          |                     | Greenhead Park Miniature Railway                                           | Huddersfield Society of Model Engineers,                                                                        |
| Leeds-Garforth                                            | Selby Road, Savilles Garden Centre                                    | 127, 260                     |                     | Kreis                |                       |                          |                     |                                                                            | |
| Pontefract-Kinsley, West Yorkshire                        | Hoyle Mill                                                            | 184                          | 0,26                |                      |                       | 1998                     |                     | Hemsworth Water Park                                                       | |
| Thackley                                                  |                                                                       |                              |                     |                      |                       | 1947 ?                   | 1966                |                                                                            | Bradford Model Engineering Society; Vorgängeranlage von Northcliffe Woods,                                      |
| Shipley                                                   | Northcliffe Woods                                                     | 127, 184                     | 0,5                 | Dampf                |                       | 1980 ?                   |                     |                                                                            | Bradford Model Engineering Society                                                                              |
| Wakefield                                                 | Thornes Park,                                                         | 184                          | 0,8                 | Dampf, Diesel        |                       | 1962 ?                   |                     | Thornes Park Miniature Railway                                             | doppelspurig !,                                                                                                 |
| Wakefield-Durkar                                          | Pugneys Country Park                                                  | 184                          | 0,686               | Ballon               |                       | 1998                     |                     | Pugneys Light Railway                                                      | R.Wolstenholme                                                                                                  |
| Wakefield-Tingley                                         | Blackgates                                                            | 64, 89, 127, 184             | (A)                 |                      |                       |                          |                     |                                                                            | West Riding Small Locomotive Society.                                                                           |
| Wiltshire                                                 |                                                                       |                              |                     |                      |                       |                          |                     |                                                                            | |
| Chippenham-Lacock                                         |                                                                       | 184                          |                     |                      |                       |                          |                     | Lackham Museum and Woodland Railway                                        | |
| Swindon                                                   | Coate Water Country Park                                              | 127, 184                     | 1,0                 |                      |                       | 1960er                   |                     | Coate Water Miniature Railway                                              | zuerst auch 89 mm (bis 1980),                                                                                   |
| Warminster                                                | Longleat House                                                        | 381                          | 1,6                 | Ballon               | Dampf, Diesel         | 1965                     |                     | Jungle Express                                                             | Longleat Enterprises Ltd                                                                                        |
| Westbury (Wiltshire)                                      | Brokerswood, Woodland Park                                            | 260                          |                     |                      |                       |                          |                     | Brokerswood Railway / (Smokey Oak Railway ?)                               | |
| Westbury (Wiltshire)                                      | Queen’s Road                                                          | 89, 127                      |                     |                      |                       |                          |                     |                                                                            | West Wilts Society of Model Engineers, Vorgängeranlage,                                                         |
| Westbury (Wiltshire)                                      | at Lafarge’s Cement Works                                             | 89, 127                      |                     |                      |                       |                          |                     |                                                                            | West Wilts Society of Model Engineers,                                                                          |
| Worcestershire                                            |                                                                       |                              |                     |                      |                       |                          |                     |                                                                            | |
| Bewdley                                                   | Spring Grove, West Midland Safari Park                                | 381                          | 0,63                | Strecke              |                       | 1979                     |                     | West Midland Safari Park Railway                                           | West Midland Safari and Leisure Park                                                                            |
| Evesham-Twyford                                           | Evesham Country Park                                                  | 381                          | 2,0                 |                      | Dampf                 | 2002                     |                     | Evesham Vale Light Railway                                                 | A & S.Corke |
| Kidderminster                                             | Severn Valley Railway Station                                         | 184                          | 0,45                | Strecke              |                       | 1988                     |                     | Coalyard Miniature Railway                                                 | Coalyard Miniature Railway MES; vor 1990 mit 89 und 127 mm eröffnet,                                            |
| Pershore-Eckington, Worcestershire                        |                                                                       | 184                          | 0,59                |                      |                       |                          | 2000                | Eckington Narrow Gauge Railway                                             | |
| bei Malvern (Worcestershire)                              | Colwall, The Downs School                                             | 241                          |                     |                      |                       | 1925                     |                     | Downs Light Railway                                                        | ex 184 mm |
| Worcester                                                 | Cherry Orchard                                                        | 184                          |                     | ?                    | Dampf                 | 2002                     |                     | Evesham Vale Light Railway                                                 | A & S.Corke |
| Worcester                                                 | Gullevelt park                                                        | 89, 127, 184                 | 0,09                |                      |                       |                          | 1948 ?              |                                                                            | Worcester and District Model Engineers                                                                          |
| Worcester                                                 | Waverley Street                                                       | 89, 127                      | 0,2                 | Kreis                |                       | 1955 ?                   | 1997                |                                                                            | Worcester and District Model Engineers                                                                          |
| Worcester                                                 | Waverley Street                                                       | 89, 127, 184                 | 0,32                | Kreis                |                       | 1968 ?                   |                     |                                                                            | Worcester and District Model Engineers                                                                          |
| Worcester                                                 | Waverley Street                                                       | 89, 127                      | 0,23                |                      |                       | 1999-08-30               |                     |                                                                            | Worcester and District Model Engineers                                                                          |
| Wythall                                                   | Chapel Lane, Transport Museum Wythall                                 | 184                          |                     |                      | Dampf                 |                          |                     |                                                                            | Worcester and District Model Engineers                                                                          |
| Isle of Wight                                             |                                                                       |                              |                     |                      |                       |                          |                     |                                                                            | |
| Cowes                                                     | Park Road                                                             | 89, 127 127, 184             | 0,67(A) 0,6         |                      | Dampf                 |                          |                     |                                                                            | Isle of Wight Model Engineering Society                                                                         |

#### Wales
| Ort (Ortsteil)                | Lage                                            | Spurweite [mm]    | Länge [km] | Gleis- bild | Antrieb       | von             | bis      | Betrieb durch                           | Bemerkungen                                                                           |
| Anglesey                      | Anglesey                                        | Anglesey          | Anglesey   | Anglesey    | Anglesey      | Anglesey        | Anglesey | Anglesey                                | Anglesey                                                                              |
| ----------------------------- | ----------------------------------------------- | ----------------- | ---------- | ----------- | ------------- | --------------- | -------- | --------------------------------------- | ------------------------------------------------------------------------------------- |
| Holyhead                      |                                                 | 381               | 1,9        |             |               |                 |          | Holyhead Breakwater Railway Company     |                                                                                       |
| Newborough (Anglesey)         |                                                 | 305               |            |             |               |                 |          | Anglesey Model Village                  |                                                                                       |
| Carmarthenshire               |                                                 |                   |            |             |               |                 |          |                                         |                                                                                       |
| Carmarthen                    | Bronwydd Arms Station                           | 184               |            |             |               |                 |          | Gwili Steam Railway                     | auch 1435 mm,                                                                         |
| Llwyfan Cerrig                | Bahnhof Llwyfan Cerrig                          | 184               | 0,18       | Strecke     | Dampf, Diesel | 1993            |          | Llwyfan Cerrig Miniature Railway        | Gwili Railway Ltd                                                                     |
| Pembrey                       | Pembrey Country Park                            | 127, 184          | 0,49       |             |               |                 |          | Pembrey Country Park Miniature Railway  | Llanelli and District Model Engineers                                                 |
| Llwyfan Cerrig                |                                                 | 184               |            |             |               |                 |          | Gwendraeth Miniature Railway            | Gwili Railway                                                                         |
| Ceredigion                    |                                                 |                   |            |             |               |                 |          |                                         |                                                                                       |
| Aberaeron-Aberarth            | Aberaeron Wildlife and Leisure Park             | 184               |            |             |               |                 |          |                                         |                                                                                       |
| bei Newcastle Emlyn, Henllan  | Station Yard                                    | 184               | 0,36       |             |               |                 |          | Teifi Valley Miniature Railway          | Teifi Valley Railway, auch 603 mm,                                                    |
| Clwyd                         |                                                 |                   |            |             |               |                 |          |                                         |                                                                                       |
| Betws-y-Coed                  | Bahnhof Betws-y-Coed                            | 184               | 0,8        |             | Akku          |                 |          | Conwy Valley Railway Museum             | auch 381 mm,                                                                          |
| Betws-y-Coed                  | Bahnhof Betws-y-Coed                            | 381               | 0,8        |             | Dampf         |                 |          | Conwy Valley Railway Museum             | auch 184 mm,                                                                          |
| Denbighshire                  |                                                 |                   |            |             |               |                 |          |                                         |                                                                                       |
| Ruthin, Llanelidan            | Dibleys Garden Centre                           | 184               | 0,78       | Ballon      | Dampf         | 2001            |          | Dibleys Nursery Railway                 | Dibleys Nurseries                                                                     |
| Rhyl                          | Wellington Road, Marine Lake                    | 381               | 1,54       | Kreis       | Dampf         | 1911            |          | Rhyl Miniature Railway                  | Rhyl Steam Preservation Trust                                                         |
| Glamorgan                     |                                                 |                   |            |             |               |                 |          |                                         |                                                                                       |
| Cardiff - Heath, Cardiff      | King George V Drive, Heath Park                 | 89, 127, 184, 457 | 0,3        |             | Dampf         |                 |          | Heath Park Miniature Railways & Tramway | Cardiff Model Engineering Society                                                     |
| Pontycymer                    | Old Station Yard                                | 260               | 0,063      |             |               |                 |          | Garw Valley Railway                     |                                                                                       |
| Gwynedd                       |                                                 |                   |            |             |               |                 |          |                                         |                                                                                       |
| Blaenau Ffestiniog            | Llechwedd Slate Caverns                         |                   |            |             |               |                 |          | Miner’s Tramway                         |                                                                                       |
| Porthmadog                    | Tremadog Road                                   | 184               | 0,36       | komplex     | Dampf, Diesel |                 |          | Welsh Highland Miniature Railway        | R.Washington                                                                          |
| Tywyn                         | Talyllyn Railway                                | 32                | 0,164      | komplex     |               |                 |          | Llechfan Garden Railway                 |                                                                                       |
| Merthyr Tydfil County Borough |                                                 |                   |            |             |               |                 |          |                                         |                                                                                       |
| Merthyr Tydfil                | Cyfarthfa Park                                  | 89, 127           | 0,24       |             |               | 1987            |          | Cyfarthfa Park Miniature Railway        | Merthyr Tydfil and District Model Engineering Society, aufgeständert mit 27 m Tunnel, |
| Mid Glamorgan                 |                                                 |                   |            |             |               |                 |          |                                         |                                                                                       |
| Aberkenfig                    | Fountain Road                                   | 89, 127, 184, 457 |            |             |               |                 |          | Bridgend Miniature Railway              |                                                                                       |
| Monmouthshire                 |                                                 |                   |            |             |               |                 |          |                                         |                                                                                       |
| Newport                       | Glebelands                                      | 89, 127 127, 184  | 0,61       |             |               |                 |          |                                         | City of Newport Model Engineering Society; 89, 127 aufgeständert                      |
| Tintern                       | Old Station                                     | 127, 184          |            |             |               |                 |          | Tintern Steam Railway                   | Wye Valley Miniature Railway                                                          |
| Pembrokeshire                 |                                                 |                   |            |             |               |                 |          |                                         |                                                                                       |
| Pembroke, Narberth            | Canaston Bridge, Oakwood Theme Park             | 381               | 1,0        | Kreis       |               | 1987            |          | Oakwood Miniature Railway               | Oakwood Leisure Ltd                                                                   |
| Powys                         |                                                 |                   |            |             |               |                 |          |                                         |                                                                                       |
| Berriew                       |                                                 | 381               | 1,265      | Kreis       | Dampf         | 1970er          |          | Rhiw Valley Light Railway               |                                                                                       |
| Newtown                       | Wesley Street, The Park                         | 127, 184          |            |             | Dampf         |                 |          |                                         | Mid Wales Model Engineering Society; Klub hat tragbare Gleise                         |
| Vale of Glamorgan             |                                                 |                   |            |             |               |                 |          |                                         |                                                                                       |
| Barry Island                  | Romanswell Road                                 |                   |            |             |               |                 |          | Vale of Glamorgan Railway               |                                                                                       |
| West Glamorgan                |                                                 |                   |            |             |               |                 |          |                                         |                                                                                       |
| Gower-Halbinsel               | Old Emmanuel School                             |                   | 0,6        |             | Dampf         | 1975 ?          |          |                                         | Swansea Society of Model Engineers; aufgeständert                                     |
| Port Talbot                   | Afan Forest Park (alt:Afan Argoed Country Park) | 241               |            |             | Dampf         | 1959 (12. Juni) |          | Forest Park Miniature Railroad          |                                                                                       |

#### Schottland
| Ort (Ortsteil)             | Lage                       | Spurweite [mm]   | Länge [km] | Gleis- bild | Antrieb       | von             | bis                 | Betrieb durch                      | Bemerkungen                                                                                                |
| Angus                      | Angus                      | Angus            | Angus      | Angus       | Angus         | Angus           | Angus               | Angus                              | Angus |
| -------------------------- | -------------------------- | ---------------- | ---------- | ----------- | ------------- | --------------- | ------------------- | ---------------------------------- | --- |
| Arbroath                   | West Links Park            | 260              | 0,33       | Strecke     | Dampf, Diesel | 1935            |                     | Kerr’s Miniature Railway           | J & J.Kerr; früher 184 mm                                                                                  |
| Brechin                    | Haughmuir                  | 260              |            |             |               |                 |                     | Brechin Castle Centre Railway      | |
| Argyll and Bute            |                            |                  |            |             |               |                 |                     |                                    | |
| Ardrishaig                 | Lochgilphead               | 260              | 0,4        |             | Dampf, Diesel |                 |                     | Lochfyne Miniature Railway         | |
| Isle of Mull               | Torosay Castle - Craignure | 260              | 2,0        |             | Dampf, Diesel | 1983 (18. Aug.) | 2011 (1. September) | Isle of Mull Railway               | Mull and West Highland Narrow Gauge Railway Company                                                        |
| Dumfries and Galloway      |                            |                  |            |             |               |                 |                     |                                    | |
| Stranraer                  | Sea Front, Agnew Park      | 184              | 0,72       | Acht        |               | 1997            |                     | Agnew Park Miniature Railway       | |
| East Ayrshire              |                            |                  |            |             |               |                 |                     |                                    | |
| Dalmellington              | Minnivey Colliery          | 260              | 2,0        |             | Dampf, Diesel |                 |                     | Scottish Industrial Railway Centre | auch 762, 914 und 1435 mm                                                                                  |
| City of Edinburgh          |                            |                  |            |             |               |                 |                     |                                    | |
| Arbroath                   | West Links Park            | 260              | 0,33       | Strecke     | Dampf, Diesel | 1935            |                     | Kerr’s Miniature Railway           | J & J.Kerr; früher 184 mm                                                                                  |
| Kirkliston                 | Newliston House            | 184              |            |             | Dampf         |                 |                     |                                    | |
| Fife                       |                            |                  |            |             |               |                 |                     |                                    | |
| Glenrothes                 | Over Stenton Sports Centre | 184              |            |             |               |                 |                     |                                    | Glenrothes Model Railway Club; Klubanlage                                                                  |
| Kirkcaldy                  | Beveridge Park             | 184              |            |             |               |                 |                     | Beveridge Park Railway             | Kirkcaldy Model Engineering Society; existent 2012,                                                        |
| St Andrews                 | Craigtoun Country Park     | 381              | 0,36       | Kreis       |               | 1960            |                     | Craigtoun Park Railway             | ex 184 mm bis 1975                                                                                         |
| Highland                   |                            |                  |            |             |               |                 |                     |                                    | |
| Inverness - Bught Island   | Whin Island                | 184              | 0,87       | Acht        | Dampf, Diesel | 1983            |                     | Ness Islands Railway               | I.Young |
| Midlothian                 |                            |                  |            |             |               |                 |                     |                                    | |
| Pathhead                   | Vogrie Country Park        | 89, 127, 184     | 0,66       | Kreis       | Dampf         | 1995 ?          |                     | Vogrie Park Miniature Railway      | Eskvalley Model Engineering Society                                                                        |
| North Lanarkshire          |                            |                  |            |             |               |                 |                     |                                    | |
| Kilsyth                    | Colzium Lennox Estate      | 184              |            |             |               |                 |                     |                                    | |
| Orkney                     |                            |                  |            |             |               |                 |                     |                                    | |
| Orkney                     | Sanday                     | 184              |            |             | Benzin, Dampf | 2000            | 2006                | Sanday Light Railway               | sandaylightrailway.co.uk (Memento vom 3. April 2008 im Internet Archive)                                   |
| Perth and Kinross          |                            |                  |            |             |               |                 |                     |                                    | |
| Pitlochry                  | Logierait                  | 260              | 1,25       |             |               |                 |                     | Railway Farm                       | |
| Crieff                     | Sanday                     | 184              | 1,2        |             | Dampf         |                 |                     | Comrie Railroad                    | |
| Perth                      | Cromwell Park              |                  |            |             |               |                 |                     |                                    | Scottish Model Engineering Trust; Vorgängeranlage zur Wester Pickston Railway                              |
| Methven, Perth and Kinross |                            | 89, 127 127, 184 |            | Kreis       | Dampf         |                 |                     | Wester Pickston Railway            | Scottish Model Engineering Trust; 89, 127 aufgeständert, existent 2009, 2011, außerdem 16mm Garten Railway |
| Renfrewshire               |                            |                  |            |             |               |                 |                     |                                    | |
| Renfrew                    | Paisley, Barshaw Park      | 184              |            | Kreis       |               | 1970 ?          |                     | Barshaw Park Miniature Railway     | Rolls Royce Model Engineering Club; 2008 existent                                                          |
| South Ayrshire             |                            |                  |            |             |               |                 |                     |                                    | |
| Girvan                     | Ballantrae                 | 260              |            |             | Dampf, Diesel |                 |                     | Craigiemains Garden Centre Railway | |
| South Lanarkshire          |                            |                  |            |             |               |                 |                     |                                    | |
| Strathaven                 | George Allan Park          | 89, 127, 184 184 | 0,12 0,442 | Kreis       |               | 1949            |                     | Strathaven Miniature Railway       | Strathaven Model Railway Society ,                                                                         |

#### Kanalinseln und Isle of Man
| Ort (Ortsteil)                   | Lage                   | Spurweite [mm] | Länge [km]  | Gleis- bild | Antrieb       | von         | bis         | Betrieb durch                     | Bemerkungen                           |
| Isle of Man                      | Isle of Man            | Isle of Man    | Isle of Man | Isle of Man | Isle of Man   | Isle of Man | Isle of Man | Isle of Man                       | Isle of Man                           |
| -------------------------------- | ---------------------- | -------------- | ----------- | ----------- | ------------- | ----------- | ----------- | --------------------------------- | ------------------------------------- |
| Ballaugh                         | Curraghs Wildlife Park | 184            | 0,8         | Acht        | Benzin, Dampf | 1992        |             | Orchid Line Miniature Railway     | Manx Steam and Model Engineering Club |
| Port Soderick                    | beim Bahnhof           | 184            | 0,4         |             | Dampf, Diesel | 2000        | ib          | Crogga Valley Railway             | (privat)                              |
| Kanalinseln                      |                        |                |             |             |               |             |             |                                   |                                       |
| Alderney                         | Mannez Quarry          | 184            | 0,4         | Kreis       | Benzin        | 1995        |             | Alderney Miniature Railway        |                                       |
| Guernsey-Saint Martin (Guernsey) | Sausmarez Manor        | 184 ?          | 0,36        | Kreis       |               | 1985        |             | Sausmarez Manor Miniature Railway |                                       |

### Irland mit Nordirland
| Ort (Ortsteil)                               | Lage                                           | Spurweite [mm] | Länge [km]     | Gleis- bild    | Antrieb             | von               | bis            | Betrieb durch                                      | Bemerkungen                      |
| Irland                                       | Irland                                         | Irland         | Irland         | Irland         | Irland              | Irland            | Irland         | Irland                                             | Irland                           |
| County Donegal                               | County Donegal                                 | County Donegal | County Donegal | County Donegal | County Donegal      | County Donegal    | County Donegal | County Donegal                                     | County Donegal                   |
| -------------------------------------------- | ---------------------------------------------- | -------------- | -------------- | -------------- | ------------------- | ----------------- | -------------- | -------------------------------------------------- | -------------------------------- |
| Donegal                                      | Tyerconnel Street                              | 184            |                |                |                     |                   |                | County Donegal Railway                             | auch 914 mm, im Aufbau           |
| Raphoe                                       | Oakfield Park                                  | 381            | 4,0            |                | Dampf, Diesel       |                   |                | Difflin Lake Railway                               |                                  |
| County Dublin                                |                                                |                |                |                |                     |                   |                |                                                    |                                  |
| Dublin-Ballsbridge                           | Herbert Park                                   |                |                |                |                     | 1949 (27. August) | 1980 ?         | Dublin Society of Model and Experimental Engineers | Vorgängeranlage zu Marlays Park, |
| Dublin-Rathfarnham                           | Marlay Park                                    | 184            | 0,6            |                | Dampf               |                   |                | Dublin Society of Model and Experimental Engineers |                                  |
| County Galway                                |                                                |                |                |                |                     |                   |                |                                                    |                                  |
| Salthill                                     |                                                | 381            |                |                |                     |                   |                | Leisureland Express                                |                                  |
| County Mayo                                  |                                                |                |                |                |                     |                   |                |                                                    |                                  |
| Westport                                     | Westport House & Country Park                  | 381            | 0,63           | Ballon         |                     | 1990              |                | Westport House Express                             |                                  |
| County Sligo                                 |                                                |                |                |                |                     |                   |                |                                                    |                                  |
| Ballymote                                    | Ballymote Town Park                            | 184            | 0,36           | Kreis          |                     | 2005              |                | Ballymote Miniature Railway                        |                                  |
| County Waterford                             |                                                |                |                |                |                     |                   |                |                                                    |                                  |
| Ardmore (Irland)                             | Perks Fun Fair                                 | 381            |                |                |                     |                   |                |                                                    | []                               |
| Tramore                                      | Seafront, Fun Par                              | 381            | 0,36           | Kreis          |                     | 1973              |                | Tramore Miniature Railway; Tramore Failte Ltd      |                                  |
| County Wexford                               |                                                |                |                |                |                     |                   |                |                                                    |                                  |
| bei Campile, New Ross                        | John F Kennedy Arboretum                       | 184            | 0,6            | Kreis          |                     | 1990              |                | John F Kennedy Arboretum Miniature Railway         |                                  |
| Nordirland                                   |                                                |                |                |                |                     |                   |                |                                                    |                                  |
| County Antrim                                |                                                |                |                |                |                     |                   |                |                                                    |                                  |
| Belfast                                      | Bellevue Park                                  | 381            |                |                |                     | 1933 ?            | 1950           | Bellevue Park Railway                              |                                  |
| Larne-Ballygalley                            | Carnfunnock Country Park                       | 184            | 0,59           | Acht           | Benzin              | 1998              |                | Carnfunnock Family Fun Zone Miniature Railway      |                                  |
| County Down                                  |                                                |                |                |                |                     |                   |                |                                                    |                                  |
| Holywood-Cultra                              | Ulster Folk and Transport Museum               | 184            |                |                |                     |                   |                | Cultra Light Railway                               |                                  |
| Donaghadee                                   | Upper Gransha Road, Drumawhey Junction Railway | 184            | 1,5            |                | Akku, Benzin, Dampf |                   |                | Belfast and County Down Miniature Railway          |                                  |
| Killyleagh                                   | Delamont Country Park                          | 260            | 1,1            | Kreis          |                     | 1999              |                | Delamont Miniature Railway                         |                                  |
| bei Bangor (Nordirland), 6 km von Donaghadee | Upper Gransha Road, Four Road Ends             | 184            |                |                | Dampf               | 1991              |                | Drumawhey Junction                                 |                                  |
| Bangor (Nordirland)                          | Bangor Marina, Pickie Family Fun Park          | 184            |                |                |                     |                   |                | Pickie Puffer                                      |                                  |
| County Londonderry                           |                                                |                |                |                |                     |                   |                |                                                    |                                  |
| Coleraine                                    | Turnakibbock                                   | 184            |                |                |                     |                   |                | Coleraine SoMe                                     |                                  |

### Frankreich
| Ort (Ortsteil)                       | Lage                               | Spurweite [mm]              | Länge [km]                  | Min. Radius [m]             | Max. Steigung               | Gleis- bild                 | Antrieb                     | von                         | bis                         | Betrieb durch                                                   | Bemerkungen                     |
| Region Auvergne-Rhône-Alpes          | Region Auvergne-Rhône-Alpes        | Region Auvergne-Rhône-Alpes | Region Auvergne-Rhône-Alpes | Region Auvergne-Rhône-Alpes | Region Auvergne-Rhône-Alpes | Region Auvergne-Rhône-Alpes | Region Auvergne-Rhône-Alpes | Region Auvergne-Rhône-Alpes | Region Auvergne-Rhône-Alpes | Region Auvergne-Rhône-Alpes                                     | Region Auvergne-Rhône-Alpes     |
| ------------------------------------ | ---------------------------------- | --------------------------- | --------------------------- | --------------------------- | --------------------------- | --------------------------- | --------------------------- | --------------------------- | --------------------------- | --------------------------------------------------------------- | ------------------------------- |
| Châteauneuf-du-Rhône                 |                                    | 127, 184                    | 0,9                         |                             |                             |                             |                             |                             |                             | petit train castelneuvois                                       |                                 |
| Lyon                                 |                                    | 127                         |                             |                             |                             |                             |                             |                             |                             | Mini-Trains-Lyonnais                                            | tragbare Anlage,                |
| Portes-lès-Valence                   |                                    | 127, 184                    | 0,4                         |                             |                             |                             | Dampf                       | 1995 (Sep.)                 |                             | Le Train Train                                                  |                                 |
| Sainte-Foy-l’Argentière (bei Lyon)   |                                    | 127, 184                    | 0,7                         |                             |                             |                             |                             |                             |                             |                                                                 |                                 |
| Saint-Gervais-les-Bains              | Parc Thermal                       | 184                         | 0,65                        |                             |                             |                             |                             |                             |                             | Mini Train des Monts du Lyonnais                                |                                 |
| Soyons                               | 1230 Route de Nîmes                |                             |                             |                             |                             |                             |                             |                             |                             | Ardèche Miniatures                                              |                                 |
| Valignat                             |                                    | 89 184                      | 0,15 0,3                    |                             |                             |                             | Akku                        |                             |                             | Chateau de l’Ormet                                              | ebenfalls 60 cm (500 m Länge)   |
| ?                                    |                                    |                             |                             |                             |                             |                             |                             |                             |                             | Chemin de Fer de la Bourse                                      | (bald dort),                    |
| ?                                    |                                    |                             |                             |                             |                             |                             |                             |                             |                             | Hayds Vapeur Park                                               |                                 |
| Region Bretagne                      |                                    |                             |                             |                             |                             |                             |                             |                             |                             |                                                                 |                                 |
| Alentours de Plouay                  |                                    | 184                         |                             |                             |                             |                             |                             |                             |                             | Chemin de Fer de Joël                                           |                                 |
|                                      | privat                             |                             |                             |                             |                             |                             |                             |                             |                             | Chemin de Fer de Marcel                                         |                                 |
| Region Bourgogne-Franche-Comté       |                                    |                             |                             |                             |                             |                             |                             |                             |                             |                                                                 |                                 |
| Cléron                               |                                    |                             |                             |                             |                             |                             |                             |                             |                             | musée du Tacot à Cléron                                         |                                 |
| La Tuileire                          |                                    | 127, 184                    |                             |                             |                             |                             |                             |                             |                             | Autun Vapeur Parc                                               | transportable Anlage,           |
| Region Centre-Val de Loire           |                                    |                             |                             |                             |                             |                             |                             |                             |                             |                                                                 |                                 |
|                                      |                                    | 127                         |                             |                             |                             |                             |                             |                             |                             | Voie 60 Vapeur Vive                                             |                                 |
| (10 km südlich von Blois)            |                                    | 127, 184                    |                             |                             |                             |                             |                             | 2008                        |                             | Chemin de France Epine                                          |                                 |
| Chitenay                             |                                    | 127 184                     | 0,7 1,0                     |                             |                             |                             |                             |                             |                             | Circuit Vapeur Denis Papin                                      |                                 |
| Les Montils                          |                                    | 127, 184                    | 1,2                         |                             |                             |                             |                             |                             |                             | Mon'ti train                                                    |                                 |
| Saint-Jean-le-Blanc (Loiret)         |                                    | 127                         |                             |                             |                             |                             |                             |                             |                             | Chemin de Fer de la Cerisaille                                  |                                 |
| Region Grand Est                     |                                    |                             |                             |                             |                             |                             |                             |                             |                             |                                                                 |                                 |
| Mülhausen                            | 2 rue Alfred de Glehn              | 127                         |                             |                             |                             |                             |                             |                             |                             | Eisenbahnmuseum Mülhausen                                       |                                 |
| Baccarat                             |                                    | 127, 184                    |                             |                             |                             |                             |                             |                             |                             | Petit Train à Vapeur Bachamois                                  |                                 |
| Corgirnon                            |                                    | 127, 184                    | 1,2                         |                             |                             |                             |                             |                             |                             | Compagnie Ferroviaire et Nautique de Corgirnon                  |                                 |
| Plaine                               | Chemin des Mougeolles 67420 Plaine | 184                         | 1,7                         | 7,5                         | 3%                          | Rundkurs, komplex           | Dampf                       | 2011 (?)                    |                             | Association Le Tortillard                                       |                                 |
|                                      | privat                             | 127, 184                    | 0,12                        |                             |                             |                             |                             |                             |                             |                                                                 |                                 |
| Region Hauts-de-France               |                                    |                             |                             |                             |                             |                             |                             |                             |                             |                                                                 |                                 |
| Froissy (La Neuville-lès-Bray)       |                                    | 184                         | 0,16                        |                             |                             |                             |                             |                             |                             | Appeva                                                          |                                 |
| Oignies (ca 20 km südlich von Lille) | Rue Emile Zola                     | 127, 184                    | 1,0                         |                             |                             |                             |                             |                             |                             | Centre de la Mine et du Chemin de Fer                           | min Rad. 13m, sowie 45mm        |
| Sequedin                             |                                    | 127, 184                    |                             |                             |                             |                             |                             |                             |                             | Section „Vapeur Vive“ du Club Municipal des Loisirs de Sequedin |                                 |
| Villers-Saint-Paul                   |                                    | 184                         | 0,3                         |                             |                             |                             |                             |                             |                             | Les Amis de la Vapeur de l’Oise                                 |                                 |
| Region Île-de-France                 |                                    |                             |                             |                             |                             |                             |                             |                             |                             |                                                                 |                                 |
| Condé Sainte Libiaire                |                                    | 127, 184                    | 0,25                        |                             |                             |                             | Dampf                       |                             |                             | Amateurs Vapeur Club de France                                  |                                 |
| Épinay-sur-Orge                      | Parc des Templiers                 | 127, 184                    | 0,35                        |                             |                             |                             | Akku, Dampf                 |                             |                             | Le P’tit Train des Templiers                                    |                                 |
| Sannois                              | Rue Jean Moulin                    | 127, 184                    |                             |                             |                             |                             |                             |                             |                             | Association des amis de la vapeur vive de Sannois               |                                 |
| Region Normandie                     |                                    |                             |                             |                             |                             |                             |                             |                             |                             |                                                                 |                                 |
| Le Breuil-en-Auge                    |                                    | 127, 184                    | 0,4                         |                             |                             |                             |                             |                             |                             | Petits Trains a Vapeur du Pays d’Auge                           |                                 |
| Clécy                                |                                    |                             |                             |                             |                             |                             |                             |                             |                             | Chemin de Fer Miniature de Clécy                                | hat auch eine Modellbahnanlage, |
| Courseulles-sur-Mer                  |                                    |                             |                             |                             |                             |                             |                             |                             |                             | Mini Train de Courseulles sur Mer                               |                                 |
| Marchésieux                          |                                    | 127, 184                    | 1,5                         |                             |                             |                             |                             |                             |                             | Société du Mini Train des Marais                                |                                 |
| Saint-Martin-d’Aubigny               |                                    | 127, 184                    | 1,5                         |                             |                             |                             |                             |                             |                             |                                                                 |                                 |
| Region Nouvelle-Aquitaine            |                                    |                             |                             |                             |                             |                             |                             |                             |                             |                                                                 |                                 |
| Bussière-Galant                      | Espace Hermeline                   | 127, 184                    | 0,75                        |                             |                             |                             |                             |                             |                             | Le Petit Chemin de Fer des Ribières                             |                                 |
| Region Okzitanien                    |                                    |                             |                             |                             |                             |                             |                             |                             |                             |                                                                 |                                 |
| Blaye-les-Mines                      |                                    |                             |                             |                             |                             |                             |                             |                             |                             | Train Vapeur Blayais                                            |                                 |
| Grenade                              |                                    | 184                         |                             |                             |                             |                             |                             |                             |                             | le petit train de Grenade                                       |                                 |
| Saint-Géry (Lot)                     |                                    | 184                         | 0,45                        |                             |                             |                             |                             |                             |                             | Mémorial Quercy Lot                                             |                                 |
| ?                                    |                                    |                             |                             |                             |                             |                             |                             |                             |                             | Amateurs de Vapeur de la Vallée du Tarn                         |                                 |
| Lanuéjouls                           |                                    | 127                         |                             |                             |                             |                             |                             |                             |                             | AClub Ferroviaire du Pays de l’Alzou                            |                                 |
| Region Provence-Alpes-Côte d’Azur    |                                    |                             |                             |                             |                             |                             |                             |                             |                             |                                                                 |                                 |
| Fuveau                               |                                    | 127, 184                    |                             |                             |                             |                             |                             |                             |                             |                                                                 | Vaporiste de Provence           |
| La Barque                            |                                    | 127, 184                    | 0,14                        |                             |                             |                             |                             |                             |                             | Rassemblement du Model Club de la Crau                          | transportable Anlage,           |
| Saint-Martin-de-Crau                 |                                    | 127                         | 0,13                        |                             |                             |                             |                             |                             |                             | Rassemblement du Model Club de la Crau                          | transportable Anlage,           |

Quelle: P’tit Train des templiers

### Spanien
| Ort (Ortsteil)                          | Lage                                                                       | Spurweite [mm]    | Länge [km]        | Min. Radius [m]   | Max. Steigung     | Gleis- bild       | Antrieb             | von                | bis               | Betrieb durch | Bemerkungen                                                            |
| Region Andalusien                       | Region Andalusien                                                          | Region Andalusien | Region Andalusien | Region Andalusien | Region Andalusien | Region Andalusien | Region Andalusien   | Region Andalusien  | Region Andalusien | Region Andalusien | Region Andalusien                                                      |
| --------------------------------------- | -------------------------------------------------------------------------- | ----------------- | ----------------- | ----------------- | ----------------- | ----------------- | ------------------- | ------------------ | ----------------- | --- | ---------------------------------------------------------------------- |
| Jerez de la Frontera                    | Parque de Vallesequillo                                                    | 127               | 0,19              |                   |                   |                   | Akku, Diesel, Dampf | 2003 (5. April)    |                   | Asociación Xerezana de Amigos del Ferrocarril                                                                                | Tren de Vallesequillo                                                  |
| Sevilla-(Santa Justa)                   | Parque del Alamillo                                                        | 127               | 0,4               | 15 (10)           |                   | Kreis             | Akku, Diesel, Dampf | 2002 (12. Oktober) |                   | Asociación Sevillana de Amigos del Ferrocarril                                                                               | Ferrocarril del Alamillo                                               |
| Ventas de Zafarraya                     | Antigua traza del FC. Velez-Málaga a V. de Zafarraya                       | 254               | 1,2               |                   |                   |                   |                     | vorge- sehen       |                   | Ayuntamiento de Ventas de Zafarraya                                                                                          |                                                                        |
| Region Balearische Inseln               |                                                                            |                   |                   |                   |                   |                   |                     |                    |                   | |                                                                        |
| Mallorca, Gemeinde Marratxí             | Parque ferroviario de Marratxí                                             | 127, 184          | 1,3               |                   |                   |                   |                     | im Bau             |                   | Club Ferroviari Vaporista de Mallorca                                                                                        | Parc Ferroviari i Museu de les Illes Balears                           |
| Region Galicien                         |                                                                            |                   |                   |                   |                   |                   |                     |                    |                   | |                                                                        |
| Monforte de Lemos                       | Museo del Ferrocarril de Galicia Rúa Padre Feijóo                          | 127               | 0,65              |                   |                   | Kreis             | Dampf               | 2011 (30. April)   |                   | Museo do Ferrocarril de Galicia                                                                                              |                                                                        |
| Ourense (alt)                           | Parque ferroviario de Os Carrileiros, antiguo Cuartel de San Francisco     | 127               | 0,3               |                   |                   |                   |                     | 2003 (3. Mai)      | ?                 | Carrileiros de Foula Cultural Ourense                                                                                        | Fc. Central de Galicia                                                 |
| Ourense (neu)                           | Parque ferroviario de Os Carrileiros                                       | 127               | 0,47              |                   |                   | Kreis             | Akku                | 2011 (1. Mai)      |                   | Carrileiros |                                                                        |
| Region Kastilien und León               |                                                                            |                   |                   |                   |                   |                   |                     |                    |                   | |                                                                        |
| Ponferrada                              | Playa fluvial de Toral de Los Vados                                        | 127               | 0,2               |                   |                   | Kreis             | Akku                | 2002               |                   | Asociación Berciana de Amigos del Ferrocarril                                                                                |                                                                        |
| Region Katalonien                       |                                                                            |                   |                   |                   |                   |                   |                     |                    |                   | |                                                                        |
| Barcelona                               | Parc del Castell de l’Oreneta                                              | 127, 184, 254     | 0,636             |                   |                   |                   | Akku, Dampf         | 1981               |                   | Centre d’Estudis - Modelisme Vapor                                                                                           | Ferrocarril de L’Oreneta                                               |
| Castelló d’Empúries                     |                                                                            |                   |                   |                   |                   |                   |                     | 2007               |                   | Construccions Frerroviàries Castello                                                                                         |                                                                        |
| Castillo de Aro                         | Parc de l’Estació                                                          | 127               |                   |                   |                   |                   | Dampf               | 1995 (12. Sep.)    |                   | Associació del Trenet de la Vall d’Aro                                                                                       | Trenet de la Vall d’Aro                                                |
| Cornellà de Llobregat                   | Parc de Can Mercader                                                       | 127               | 0,834             |                   |                   |                   |                     | 1989 (11. Sep.)    |                   | Club d’Amics del Ferrocarril de Cornellà                                                                                     | Ferrocarril de Can Mercader                                            |
| El Masnou                               | Parc de Caramar                                                            | 127               | 0,211             |                   |                   |                   |                     | 2000 (9. April)    |                   | Ferrocarril de Can Guarino - El Masnou                                                                                       | Ferrocarril de Can Guarino                                             |
| Fornells de la Selva                    | Parc de l’Estació                                                          | 127, 184          |                   |                   |                   |                   |                     | 1998               |                   | Amics del Ferrocarril de les Comarques Gironines                                                                             | Ferrocarril del Parc de l’Estacio                                      |
| Girona                                  |                                                                            |                   |                   |                   |                   |                   |                     |                    |                   | Associació d’Amics del Tren Olot - Girona                                                                                    |                                                                        |
| Les Franqueses del Vallès               | Entorno de la Masía de Cal Gabatx                                          | 127, 184          | 0,625             |                   |                   |                   |                     | 2006 (15. Juli)    |                   | Centre d’Estudis Ferroviaris Via Oberta                                                                                      | Circuit Ferroviari de Cal Gabatx                                       |
| Palau-solità i Plegamans (bei Sabadell) | Parc de l’Hostal del Fum                                                   | 256               | 2,9               |                   |                   |                   | Akku, Dampf, Diesel | 1993 (9. April)    |                   | Associació Cultural d’Amics del Ferrocarril - Tren de Palau                                                                  | Tren de Palau                                                          |
| Reus                                    | Parc Ferroviari de Misericórdia                                            | 127               | 0,5               |                   |                   |                   |                     | 2003 (April)       |                   | Associació D’Amics del Ferrocarril - Reus                                                                                    | Ferrocarril del Parc Ferroviari de Misericordia                        |
| Riudecanyes                             | Área de Ocio de Can Tomás                                                  | 184, 381          | 0,5               |                   |                   |                   |                     | 2000               |                   | Associació Modelistes Ferroviaris Riudecanyes                                                                                | Carrilet de Villamanya                                                 |
| Sabadell                                | Entorn de la Font de Can Rull, Passeig de Can Feu, 85; 3er. 1a             | 184, 254          | 3.068             | 20(15)            | 1,4%              |                   | Akku, Dampf         | 1997               |                   | Centre de Modelisme Ferroviari de Sabadell - CEMFES; bis 2007 durch Centre d’Estudis-Modelisme Vapor de Barcelona i Sabadell | Größter Höhenunterschied: 9,5 Meter. Ferrocarril del Parc de Catalunya |
| Sant Esteve d’en Bas                    | Parc de l’Estació                                                          | 127               | 0,130             |                   |                   |                   |                     | 2006               |                   | Club Ferroviari de Terrassa                                                                                                  | Ferrocarril del Parc de l’Estacion                                     |
| Terrassa                                | Parc de Vallparadís                                                        | 127, 184          | 0,34              |                   |                   |                   | Akku, Dampf         | 1996 (29. Juni)    |                   | Club Ferroviari de Terrassa                                                                                                  | Ferrocarril de Vaallparadis                                            |
| Vilanova i la Geltrú                    | Parc de Ribes Roges                                                        | 127               | 0,5               |                   |                   |                   |                     | 1988 (24. Juni)    |                   | Afevi amics del Ferrocarril de Vilanova i la Geltrú (El Garraf - Barcelona)                                                  | Ferrocarril de Ribes Roges                                             |
| Region La Rioja                         |                                                                            |                   |                   |                   |                   |                   |                     |                    |                   | |                                                                        |
| Gimileo (alt)                           | El Tren de Gimileo                                                         | 127               | 0,08              |                   |                   |                   |                     | 2006 (19. Juni)    | ?                 | Aficionados al Ferrocarril de la Rioja Alta                                                                                  | El Tren de Gimileo                                                     |
| Gimileo (neu)                           | El Tren de Gimileo                                                         | 127               | 0,4               |                   |                   |                   |                     | 2008 (14. Juni)    |                   | Aficionados al Ferrocarril de la Rioja Alta                                                                                  | El Tren de Gimileo                                                     |
| Region Madrid                           |                                                                            |                   |                   |                   |                   |                   |                     |                    |                   | |                                                                        |
| Collado Villalba                        | Parque del Carrizal                                                        | 127               |                   |                   |                   |                   |                     | vorge- sehen       |                   | Asociación de AA. del FC. de Collado Villalba                                                                                | Ferrocarril del Parque del Carrizal                                    |
| Madrid                                  | Estación de las Delicias, Bahnhof Madrid Delicias Paseo de las Delicias 61 | 127               | 0,265             |                   |                   |                   | Akku, Dampf         | 1998 (24. Okt.)    |                   | Museo del Ferrocarril de Madrid, Circulo Madrileño Ferroviario                                                               | Ferrocarril de las Delicias                                            |
| Madrid                                  |                                                                            |                   |                   |                   |                   |                   |                     |                    |                   | Centro de Iniciativas Ferroviarias Vapor Madrid                                                                              |                                                                        |
| Region Valencia                         |                                                                            |                   |                   |                   |                   |                   |                     |                    |                   | |                                                                        |
| Almoines                                | Parc del Trenet                                                            | 127               | 0,45              |                   |                   |                   |                     | 2009 (24. Jan.)    |                   | Asociación Tren Alcoy-Gandía                                                                                                 | Parque tematico Ferrocarril Alcoy-Gandia                               |
| Benicàssim (alt)                        | Poliesportiú Municipal                                                     | 127               | 0,21              |                   |                   |                   |                     | 1983               |                   | Asociación Cultural Ferrocarril de Farja                                                                                     | Ferrocarril de Farja                                                   |
| Benicassim (neu)                        | Parque del Trenet                                                          | 127, 184          | 0,935             |                   |                   |                   |                     | 2006 (22. April)   |                   | Asociación Cultural Ferrocarril de Farja                                                                                     | Ferrocarril de Farja                                                   |
| Burjassot                               | Parque de la Granja                                                        | 184               | 1,020             |                   |                   |                   |                     | 1994 (13. Mai)     |                   | Cultural Ferroviaria de Burjassot                                                                                            | Ferrocarril de la Granja                                               |
| Elche-Torrellano                        | Estación de Torrellano                                                     | 127               | 0,333             |                   |                   |                   | Dampf               | 2005 (22. April)   |                   | Associació Alacantina d’Amics del Ferrocarril                                                                                | Ferrocarril Alicante-Torrelano Vapor Vivo                              |
| Ribarroja del Turia (alt)               | Parc Municipal Maldonado                                                   | 127               | 0,4               |                   |                   |                   |                     | 1989 (26. Sep.)    | ?                 | Centro Ferroviario Vaporista de Ribaroja de Túria (Valencia)                                                                 | Ferrocarril Camp de Turia                                              |
| Ribarroja del Turia (neu)               | Parc Municipal Maldonado                                                   | 127               | 0,65              |                   |                   |                   |                     | 2007 (28. April)   |                   | Centro Ferroviario Vaporista de Ribaroja de Túria (Valencia)                                                                 | Ferrocarril Camp de Turia ggf. auch 184mm                              |

Folgende Quellen wurden ausgewertet:
- Welcome on the Society of the Moravian Park Railways pages abgerufen am 21. Februar 2016

### Mitteleuropa (Polen, Tschechien, Ungarn)
| Ort (Ortsteil)                     | Lage                               | Spurweite [mm] | Länge [km] | Min. Radius [m] | Max. Steigung | Gleis- bild | Antrieb                     | von            | bis               | Betrieb durch                                                         | Bemerkungen             |
| Polen                              | Polen                              | Polen          | Polen      | Polen           | Polen         | Polen       | Polen                       | Polen          | Polen             | Polen                                                                 | Polen                   |
| ---------------------------------- | ---------------------------------- | -------------- | ---------- | --------------- | ------------- | ----------- | --------------------------- | -------------- | ----------------- | --------------------------------------------------------------------- | ----------------------- |
| Cichowo Kreis Kościan in Großpolen | Schlosspark, Gut                   | 241            | 0,9        |                 |               |             | Benzin, Dampf               | 2007 (2. Juni) | 2011 (22. August) | Liliputbahn Cichowo                                                   | zum Teil 127 und 144 mm |
| Ogrodzieniec                       |                                    |                |            |                 |               |             |                             |                |                   |                                                                       |                         |
| Tschechien                         |                                    |                |            |                 |               |             |                             |                |                   |                                                                       |                         |
| Brünn                              | Kauf- und Erholungszentrum Olympia | 127, 184       | 1,5        | 12(10)          | 1%            | Knochen     | Akku, Dampf, Benzin, Diesel | 2012           |                   | Mährischer Parkeisenbahnverein (Společnost Moravských Parkových Drah) |                         |
| Ungarn                             |                                    |                |            |                 |               |             |                             |                |                   |                                                                       |                         |
| Budapest-Zugló                     | Magyar Vasúttörténeti Park         | 184            | 0,34       |                 |               |             | Akku, Dampf                 |                |                   | Bahnhistorischer Park Ungarn                                          |                         |
| Zamárdi                            | Zamárdi Kalandpark                 | 184            |            |                 |               |             | Dampf                       |                |                   | Abenteuerpark Zamárdi                                                 |                         |

### Italien
| Ort (Ortsteil)          | Lage                          | Spurweite [mm]          | Länge [km]              | Min. Radius [m]         | Max. Steigung           | Gleis- bild             | Antrieb                 | von                     | bis                     | Betrieb durch                                     | Bemerkungen                                     |
| Friaul-Julisch Venetien | Friaul-Julisch Venetien       | Friaul-Julisch Venetien | Friaul-Julisch Venetien | Friaul-Julisch Venetien | Friaul-Julisch Venetien | Friaul-Julisch Venetien | Friaul-Julisch Venetien | Friaul-Julisch Venetien | Friaul-Julisch Venetien | Friaul-Julisch Venetien                           | Friaul-Julisch Venetien                         |
| ----------------------- | ----------------------------- | ----------------------- | ----------------------- | ----------------------- | ----------------------- | ----------------------- | ----------------------- | ----------------------- | ----------------------- | ------------------------------------------------- | ----------------------------------------------- |
| Gemona del Friuli       | Via Bariglaria, 164           | 127                     |                         |                         |                         |                         |                         |                         |                         | Ferrovia Willy                                    |                                                 |
| Kampanien               |                               |                         |                         |                         |                         |                         |                         |                         |                         |                                                   |                                                 |
| Nocera Inferiore        | Via S.Allende                 | 127, 184                | 0,4                     |                         |                         | Ballon                  | Dampf                   | 1999                    |                         | Associazione Turística del Parco Fiengo           |                                                 |
| Lombardei               |                               |                         |                         |                         |                         |                         |                         |                         |                         |                                                   |                                                 |
| Binasco-Casarile        |                               | 184                     |                         |                         |                         |                         |                         |                         |                         | Azienda Agrarturistica                            |                                                 |
| Trentino-Südtirol       |                               |                         |                         |                         |                         |                         |                         |                         |                         |                                                   |                                                 |
| Naturns                 | Bahnhof Schnalsthal in Staben | 184                     | 0,8                     |                         | 1,75%                   |                         | Akku, Diesel            |                         |                         | Verein Freunde der Eisenbahn Südtirol             | Erlebnisbahnhof Naturns (auch Draisinenbetrieb) |
| Umbrien                 |                               |                         |                         |                         |                         |                         |                         |                         |                         |                                                   |                                                 |
| Foligno                 | Via Roncalli 11               | 127                     | 0,4                     |                         |                         | Kreis                   |                         |                         |                         | Associazione Modellisti Foligno Città Ferroviaria |                                                 |
| Venetien                |                               |                         |                         |                         |                         |                         |                         |                         |                         |                                                   |                                                 |
| San Pietro di Feletto   |                               | 127                     | 0,475                   |                         |                         |                         |                         | 1998                    |                         |                                                   |                                                 |
| Treviso                 |                               | 127                     | 0,5                     | 11,5                    |                         | Kreis                   | Akku, Dampf             | 1998                    |                         | Ferrovia Felettane                                | Eigentümer: Alberto Celot                       |

## Amerika

### Kanada
| Ort (Ortsteil)       | Lage                                            | Spurweite [mm]   | Länge [km]       | Min. Radius [m]  | Max. Steigung    | Gleis- bild      | Antrieb          | von              | bis              | Betrieb durch              | Bemerkungen      |
| British Columbia     | British Columbia                                | British Columbia | British Columbia | British Columbia | British Columbia | British Columbia | British Columbia | British Columbia | British Columbia | British Columbia           | British Columbia |
| -------------------- | ----------------------------------------------- | ---------------- | ---------------- | ---------------- | ---------------- | ---------------- | ---------------- | ---------------- | ---------------- | -------------------------- | ---------------- |
| Burnaby              | 120 North Willingdon Avenue, Confederation Park | 190              | 3,2              |                  |                  | komplex          | Dampf            | 1. Juli 1933     |                  | Burnaby Central Railway    |                  |
| Powell River         | Paradise Exhibition Park                        | 190              | 2,4              |                  |                  |                  | Dampf            | 2012 iB          |                  | Paradise Valley Railway    |                  |
| Manitoba             |                                                 |                  |                  |                  |                  |                  |                  |                  |                  |                            |                  |
| Winnipeg-Charleswood | Assiniboine Park                                | 190              | 1,1              |                  |                  |                  | Dampf            | 1996             |                  | Assiniboine Valley Railway |                  |

### USA
| Ort (Ortsteil)                             | Lage                                                          | Spurweite [mm]                 | Länge [km] | Min. Radius [m] | Max. Steigung | Gleis- bild                 | Antrieb                 | von                      | bis           | Betrieb durch                                                  | Bemerkungen                                                |
| Arizona                                    | Arizona                                                       | Arizona                        | Arizona    | Arizona         | Arizona       | Arizona                     | Arizona                 | Arizona                  | Arizona       | Arizona                                                        | Arizona                                                    |
| ------------------------------------------ | ------------------------------------------------------------- | ------------------------------ | ---------- | --------------- | ------------- | --------------------------- | ----------------------- | ------------------------ | ------------- | -------------------------------------------------------------- | ---------------------------------------------------------- |
| Scottsdale, 7301 E. Indian Bend Rd         | McCormick-Stillman Railroad Park                              | 190                            | 0,914      |                 |               |                             | Batterie, Benzin, Dampf | 2006 iB                  |               | Scottsdale Live Steamers,                                      | auch 381 mm Bahn                                           |
| Phoenix, 43rd Avenue                       | Adobe Mountain Desert Railroad Park                           | 190                            | 23         |                 |               | komplex                     |                         | 2002 existent            |               | Maricopa Live Steamers Adobe Western Railroad                  |                                                            |
| Florida                                    |                                                               |                                |            |                 |               |                             |                         |                          |               |                                                                |                                                            |
| Coconut Creek                              | Tradewinds Park                                               | 190                            |            |                 |               |                             |                         | ?                        |               | Tradewinds and Atlantic Railroad                               |                                                            |
| Florida Keys                               |                                                               | 240                            |            |                 |               |                             |                         | 1965                     | 1984          | Key Western Railroad                                           |                                                            |
| Fort Myers                                 | 7330 Gladiolus Dr, Lakes Regional Park                        | 190                            |            |                 |               |                             |                         | ?                        | ?             | Railroad Museum of South Florida, Lakes Park and Gulf Railroad |                                                            |
| Largo                                      | Largo Central Park                                            | 190                            |            |                 |               |                             |                         |                          |               | Largo Central Railroad                                         |                                                            |
| Shady Hills, Florida                       | Crews Lake Wilderness Park                                    | 190                            |            |                 |               | komplex                     | Dampf                   |                          |               | Central Pasco and Gulf Railroad                                |                                                            |
| Illinois                                   |                                                               |                                |            |                 |               |                             |                         |                          |               |                                                                |                                                            |
| Chicago                                    |                                                               | 190                            |            |                 |               |                             | Dampf                   | 2006 iB                  |               | Illinois Live Steamers                                         |                                                            |
| Indiana                                    |                                                               |                                |            |                 |               |                             |                         |                          |               |                                                                |                                                            |
| Dearborn County, Guilford, Indiana         | 23600 Indiana State Route 1, Maynard Live Steam Railroad Park | 191, 184, 121, 89 und 64 mm    |            |                 |               | komplex                     |                         |                          |               | Cinder Sniffers, Inc.                                          |                                                            |
| LaPorte County                             | Hesston, Indiana                                              | 190                            |            |                 |               |                             | Dampf                   |                          |               | Hesston Steam Museum                                           | auch 356, 610 und 914 mm,                                  |
| LaPorte County                             | Hesston, Indiana                                              | 356                            |            |                 |               |                             | Dampf                   | 1982                     |               | Hesston Steam Museum                                           | auch 191, 610 und 914 mm                                   |
| Kalifornien                                |                                                               |                                |            |                 |               |                             |                         |                          |               |                                                                |                                                            |
| Berkeley                                   | Redwood Regional Park (1948–1971) Tilden Park (1975-now)      | 191, 121 mm*, 121, 89, 64 mm** | 0,4        |                 |               |                             |                         | 1950 (2. September) 1975 | 1971          | Golden Gate Live Steamers                                      | * dual gauge, ** triple gauge, aufgeständert               |
| Bonita (Kalifornien)                       | Rohr Park                                                     |                                |            |                 |               |                             | Dampf                   |                          |               | Chula Vista Live Steamers, Sweetwater and Rohr Park Railroads  |                                                            |
| Costa Mesa                                 | Fairview Park                                                 | 190                            |            |                 |               |                             |                         | 1989 August              |               | Orange County Model Engineers                                  |                                                            |
| Joshua Tree                                | 8901 Willow Lane                                              | 191 und 381                    |            |                 |               |                             |                         |                          |               |                                                                |                                                            |
| La Cañada Flintridge                       |                                                               | 121                            | 0,39       |                 |               |                             |                         | 1993 existent            | außer Betrieb | Ollie Johnston                                                 | „La Canada Valley Railroad“                                |
| Los Angeles Carolwood Drive, Griffith Park | Holmby Hills                                                  | 184                            | 0,8        |                 |               | Kreis mit integrierter Acht | Dampf                   | 1950                     | 1953          | Walt Disney’s Carolwood Barn Carolwood Pacific Railroad        |                                                            |
| Los Angeles                                | 5202 Zoo Drive                                                | 190                            |            |                 |               |                             | Dampf, Diesel, Strom    |                          |               | Los Angeles Live Steamers Railroad Museum                      | auch 121 und 89 mm                                         |
| Rancho Cordova                             | 2197 Chase Dr., Hagan Park                                    | 190                            | 0,6        |                 |               | komplex                     | Dampf                   | 1973 20. Mai             |               | Sacramento Valley Live Steamers                                | auch 121 mm                                                |
| Ridgecrest                                 |                                                               | 190                            | 0,23       |                 |               | komplex                     |                         | 2013 iB                  |               | Sagebrush Short Line Railroad                                  | Privat,                                                    |
| Riverside                                  | Ecke Iowa / Columbia Avenue                                   | 190                            | 3,0        |                 |               | komplex                     | Dampf                   | 1960er                   |               | Riverside Live Steamers                                        |                                                            |
| Michigan                                   |                                                               |                                |            |                 |               |                             |                         |                          |               |                                                                |                                                            |
| Battle Creek                               |                                                               | 190                            | 1,2        |                 |               | komplex                     | Dampf                   | 1996                     |               | Sandy Ridge and Clear Lake Railway                             |                                                            |
| Cedar Springs, Michigan                    |                                                               | 190                            | 8,0        |                 |               | komplex                     | Dampf                   | 1995 ? 2003 iB           |               | White Creek Railroad                                           |                                                            |
| Missouri                                   |                                                               |                                |            |                 |               |                             |                         |                          |               |                                                                |                                                            |
| St. Louis County                           | Museum of Transportation                                      |                                |            |                 |               |                             |                         |                          |               | Museum of Transportation                                       |                                                            |
| New Jersey                                 |                                                               |                                |            |                 |               |                             |                         |                          |               |                                                                |                                                            |
| Roseland                                   | Becker Dairy Farm                                             | 240                            | 2,1        |                 |               |                             | Dampf, Diesel           | 1938                     | 1972          | Becker Farm Railroad                                           |                                                            |
| North Carolina                             |                                                               |                                |            |                 |               |                             |                         |                          |               |                                                                |                                                            |
| Harrisburg                                 | 6960 Robinson Church Road                                     | 190                            | 0,51       |                 |               |                             |                         | 2007                     | 2010 iB       | Triad Live Steamers, Farmington and Harrisburg                 | ehemalige Anlage in Farmington (North Carolina) 2002–2008, |
| Ohio                                       |                                                               |                                |            |                 |               |                             |                         |                          |               |                                                                |                                                            |
| Dayton                                     | Carillon Historical Park                                      | 190                            |            |                 |               |                             | Dampf                   |                          |               | Carillon Park Rail & Steam Society, Carillon Park Railroad     | ,                                                          |
| Oregon                                     |                                                               |                                |            |                 |               |                             |                         |                          |               |                                                                |                                                            |
| Brooks                                     | Antique Powerland, Willow Creek Railroad Museum               | 190                            | 0,75       |                 |               | Kreis                       |                         |                          |               | Oregon Electric Railway Historical Society ?                   |                                                            |
| Chiloquin, Klamath County                  | 36941 South Chiloquin Road                                    | 190                            | 21,3       |                 |               | komplex                     | Dampf                   | 2006 iB                  |               | Train Mountain Railroad Museum                                 |                                                            |
| Molalla, Oregon, Clackamas County          | 31803 S Shady Dell Rd, Molalla Train Park                     | 190                            | 1,3        |                 |               |                             |                         | 1954                     |               | Pacific Northwest Live Steamers                                |                                                            |
| Pennsylvania                               |                                                               |                                |            |                 |               |                             |                         |                          |               |                                                                |                                                            |
| Collegeville                               | 468 Gravel Pike                                               | 121, 184                       | 0,96       |                 |               |                             | Dampf                   |                          |               | Pennsylvania Live Steamers                                     |                                                            |
| Fleetwood, Pennsylvania                    | 2060 Mt Laurel Rd                                             | 121 und 184, 381               |            |                 |               |                             |                         |                          |               | Reading Society of Model Engineers                             |                                                            |
| Texas                                      |                                                               |                                |            |                 |               |                             |                         |                          |               |                                                                |                                                            |
| San Antonio                                | Zoo                                                           |                                |            |                 |               |                             |                         |                          |               | San Antonio Zoo                                                |                                                            |
| Utah                                       |                                                               |                                |            |                 |               |                             |                         |                          |               |                                                                |                                                            |
| Farmington                                 | 575 N 1525 W                                                  | 191 406                        | 3,3 1,5    |                 |               |                             |                         |                          |               | S & S Shortline Railroad Park & Museum                         |                                                            |
| Tooele                                     | 35 N Broadway St, Tooele Railroad Museum                      |                                |            |                 |               |                             |                         |                          |               |                                                                |                                                            |
| Washington                                 |                                                               |                                |            |                 |               |                             |                         |                          |               |                                                                |                                                            |
| Port Orchard, Washington                   | 3101 SE Marbeth Lane                                          | 190                            |            |                 |               |                             |                         |                          |               | Kitsap Live Steamers                                           |                                                            |
| Wenatchee                                  | Wenatchee Valley Museum and Cultural Center                   |                                |            |                 |               |                             |                         |                          |               | Wenatchee Riverfront Railway                                   |                                                            |

## Asien

### Indien, Japan
| Ort (Ortsteil) | Lage   | Spurweite [mm] | Länge [km] | Min. Radius [m] | Max. Steigung | Gleis- bild | Antrieb | von    | bis    | Betrieb durch            | Bemerkungen |
| Indien         | Indien | Indien         | Indien     | Indien          | Indien        | Indien      | Indien  | Indien | Indien | Indien                   | Indien      |
| -------------- | ------ | -------------- | ---------- | --------------- | ------------- | ----------- | ------- | ------ | ------ | ------------------------ | ----------- |
| Delhi          |        | 381            |            |                 |               |             |         |        |        | Bal Bahran Park Railway  |             |
| Japan          |        |                |            |                 |               |             |         |        |        |                          |             |
|                |        | 381            |            |                 |               |             |         |        |        | Sakuradani Light Railway |             |

## Australien, Neuseeland

### Australien
| Ort (Ortsteil)                  | Lage                                               | Spurweite [mm]           | Länge [km]  | Min. Radius [m] | Max. Steigung | Gleis- bild   | Antrieb                   | von            | bis          | Betrieb durch                                                                  | Bemerkungen                                   |
| Canberra                        | Canberra                                           | Canberra                 | Canberra    | Canberra        | Canberra      | Canberra      | Canberra                  | Canberra       | Canberra     | Canberra                                                                       | Canberra                                      |
| ------------------------------- | -------------------------------------------------- | ------------------------ | ----------- | --------------- | ------------- | ------------- | ------------------------- | -------------- | ------------ | ------------------------------------------------------------------------------ | --------------------------------------------- |
| Canberra-Kingston               | Old Canberra Brickworks. Giejera Place (seit 1983) | 89, 127, 184             | 0,705       |                 |               |               |                           | 1980 1983      | 1982         | Kingston Miniature Railway, Canberra Society of Model & Experimental Engineers |                                               |
| Neusüdwales                     |                                                    |                          |             |                 |               |               |                           |                |              |                                                                                |                                               |
| Albion Park Rail bei Wollongong | 48 Tongarra Rd                                     | 184                      |             |                 |               |               | Benzin, Diesel            |                |              | Illawarra Light Railway Museum                                                 |                                               |
| Lismore                         | Heritage Park Molesworth st                        | 184                      | 0,575       |                 |               |               |                           | 1995 (5. Nov.) |              | Heritage Park Railway                                                          |                                               |
| Hornsby bei Sydney              | Mid Dural Rd.                                      | 127                      | 1,0         |                 | 1,25%         | Knochen       |                           |                |              | Hornsby Model Engineers                                                        | Galston Valley Railway, teilweise auch 184 mm |
| Nowra                           | Albatross Road                                     | 127, 184                 | 0,8         |                 |               |               | Dampf                     |                |              | Archer Miniature Railway                                                       |                                               |
| Sydney-West Ryde                | Ecke Anthony Rd und Betts St                       | 64, 89, 127 127          | 0,4 (A) 0,3 |                 | 2%            |               | Dampf                     | 1948           |              | Sydney Live Steam Locomotive Society                                           |                                               |
| Wagga Wagga                     | Turvey Park, Wagga Wagga Botanic Gardens           | 127, 184                 | 3,4         |                 | 2,8%          | Knochen       |                           | 1983           | 2006 iB      | Willans Hill Miniature Railway                                                 | Attraktion im Botanischen Garten              |
| Südaustralien                   |                                                    |                          |             |                 |               |               |                           |                |              |                                                                                |                                               |
| Adelaide                        | Millswood Crees                                    | 89, 127 127, 184         | 0,459 ?     |                 |               |               |                           | 1947           |              | South Australian Society of Model & Experimental Engineers                     | auch Bahn mit 32 und 45 mm                    |
| Adelaide-Morphett Vale          | Wheatsheaf Rd                                      | 184                      |             |                 |               |               |                           |                |              | Morphett Vale Railway                                                          |                                               |
| Tasmanien                       |                                                    |                          |             |                 |               |               |                           |                |              |                                                                                |                                               |
| Port Arthur                     |                                                    | 381                      |             |                 |               |               |                           | 1986           | 2004 (30.06) | Bush Mill Railway                                                              |                                               |
| Victoria                        |                                                    |                          |             |                 |               |               |                           |                |              |                                                                                |                                               |
| Altona                          | 21 Blenheim Rd                                     | 127, 184                 | 1,2         |                 |               | Kreis         |                           | 1985 (2. Juli) |              | Altona Miniature Railway                                                       |                                               |
| Melbourne-Eltham                | Lower Park                                         | 184                      |             |                 |               |               | Dampf, Diesel, elektrisch |                |              | Diamond Valley Railway                                                         |                                               |
| Melbourne-Portarlington         |                                                    | 127, 184                 |             |                 |               |               |                           |                |              | Portarlington Miniature Railway, Rotary Club                                   |                                               |
| Melbourne-Narre Warren North    | 434 Belgrave Hallam Road                           | 184                      |             |                 |               |               |                           |                |              | Campbelltown Miniature Passenger Railway                                       |                                               |
| Westaustralien                  |                                                    |                          |             |                 |               |               |                           |                |              |                                                                                |                                               |
| Perth-Wilson                    |                                                    | 184                      | 1,7         |                 |               | Oval, komplex | Dampf                     | 1963           |              | Castledare Miniature Railway                                                   |                                               |
| Perth-Balcatta                  | Vasto Place                                        | 64, 89, 127 (A) 127, 184 | 0,340       |                 |               |               | Dampf                     | 2013           |              | Northern Districts Model Engineering Society                                   |                                               |
| Perth-Byford                    | Nettleton Rd, Cohunu Koala Park                    | 184                      |             |                 |               |               | Dampf                     | 2010 iB        |              | Cohunu Park Railway                                                            |                                               |

### Neuseeland
Alle Anlagen befinden sich auf der Nordinsel
| Ort (Ortsteil)           | Lage                                | Spurweite [mm] | Länge [km] | Min. Radius [m] | Max. Steigung | Gleis- bild | Antrieb    | von          | bis     | Betrieb durch                         | Bemerkungen |
| ------------------------ | ----------------------------------- | -------------- | ---------- | --------------- | ------------- | ----------- | ---------- | ------------ | ------- | ------------------------------------- | ----------- |
| Auckland-Māngere         | Robertson Rd 1. Anlage              | 89, 127, 184   | 0,85       |                 |               |             |            |              |         | Manukau Live Steamers                 |             |
| Auckland-Māngere         | Robertson Rd 2. Anlage              | 127, 184       | 1,2        |                 |               |             |            |              |         | Manukau Live Steamers                 |             |
| Coromandel               | 380 Driving Creek Road              | 266 381        | 2          |                 |               |             | Diesel     | 1960er 1975  | 1973 iB | Driving Creek Railway                 |             |
| Havelock North           | Keirunga Park, Pufflett Road        | 127            | 0,846      |                 |               |             | Dampf      |              |         | Havelock North Live Steamers Club     |             |
| Napier                   | Anderson Park                       | 89, 127        |            |                 |               |             |            | 2010 iB      |         | Hawkes Bay Model Engineering Society  |             |
| Raumati                  | Raumati Marine Gardens              | 127, 184       | 0,9        |                 |               |             | elektrisch |              |         | Kapiti Miniature Railway & Associates | dual gauge  |
| Whangaparaoa (Halbinsel) | 400 Whangaparaoa Road, Stanmore Bay | 381            |            |                 |               |             |            | 1992 (26.12) |         | Whangaparaoa Narrow Gauge Railway     |             |